# Светско првенство у рукомету 2021.
Светско првенство у рукомету 2021. било је 27. издање Светског првенства у рукомету, које се од 13. до 31. јануара 2021. године одржавало у Египту. Ово је други пут, након 1999. године, да се првенство одржава у Египту те трећи пут, након Египта (1999) и Туниса (2005), да се одржава у Африци. Египат је домаћинство добио у новембру 2015. године. Иако је прво било најављено да ће 20% капацитета дворана смети бити попуњено, ИХФ је 10. јануара 2021. године у договору с организаторима одлучио како, ради сигурности играча поводом пандемије ковида 19, на утакмицама неће бити публике; исто тако, одлучено је да представници медија неће смети бити у дворанама за време одигравања утакмица. На тај је начин ово првенство постало прво у историји без иједног гледаоца на утакмицама.
За разлику од ранијих првенстава, на турниру ће први пут учествовати чак 32 репрезентације (у односу на раније 24), што је утицало и на промену формата такмичења. Први круг турнира тако изгледа идентично као и на фудбалском првенству, где 32 репрезентације играју међусобно у осам група по четири репрезентације, с тим да у други круг пролазе три репрезентације, а не две. Други круг по први пута има четири групе по шест репрезентација (раније су биле две), а из сваке групе у четвртфинале пролазе по две најбоље репрезентације, које онда до финала играју у елиминационом систему. Повећање броја репрезентација довело је и до повећања континенталних квота за сваку континенталну федерацију (осим Океаније), што је довело до повећаног броја дебитаната на првенству. На турниру 2021. своје дебитантске наступе имале су Зеленортска Острва, Уругвај и ДР Конго. Због превеликог броја играча заражених ковидом 19, своје наступе су дан пре службеног почетка турнира отказале Чешка и Сједињене Државе, умјесто којих су позване Северна Македонија и Швајцарска.
Бранилац титуле је била Данска, која је 2019. године на домаћем терену постала првак.

## Избор домаћина
У фебруару 2015. године, пар месеци пре службене објаве кандидатура, ИХФ је објавио како је укупно седам земаља исказало интересовање за организовање првенстава 2021. и 2023. године. Међу њима су Мађарска, Швајцарска, Шведска, Пољска, Словачка и Француска исказале интересовање за оба турнира, док је Египат једини међу њима исказао намеру за организовање само турнира 2021. године. Седам прелиминарних кандидата тако су били:
- Египат
- Француска
- Мађарска
- Пољска
- Словачка
- Шведска
- Швајцарска

Рок за слање службених кандидатура био је 15. април 2015. године, до којег су само три земље послале своје службене кандидатуре за организацију првенства 2021. године. То су:
- Египат
- Мађарска
- Пољска

Одлука о домаћинству коначно је донесена у новембру 2015. године, на редовном и ванредном састанку ИХФ-овог конгреса који је одржан у Сочију. Тамо је одлучено како ће домаћинство турнира 2021. године, по други пута у историји турнира, припасти Египту.

## Дворане
Након потврде домаћинства, објављено је како ће се турнир одржати у четири дворане у четири града, с тим да се три локације налазе у непосредној близини Каира, мада се ради о другим административним јединицама, те једна у Александрији. Дана 10. јануара 2021. године одлучено је како ће се турнир играти без публике. Домаћини и дворане су:
| Каиро                                                         | Нови главни град Египта                |
| ------------------------------------------------------------- | -------------------------------------- |
| Дворански комплекс Каирског стадиона                          | Спортска дворана у новом главном граду |
| Капацитет: 16,200                                             | Капацитет: 7,000                       |
|                                                               |                                        |
| КаироНови главни градБурџ ал-АрабМадинат ас-Садис мин Уктубар |                                        |
| Бурџ ал-Араб                                                  | Мадинат ас-Садис мин Уктубар           |
| Спортска дворана у Бурџ ал-Арабу                              | Спортска дворана Др Хасан Мустафа      |
| Капацитет: 5,000                                              | Капацитет: 4,500                       |
|                                                               |                                        |

## Квалификације
С обзиром на промену формата и повећање броја учесника, ИХФ је морао променити и формат квалификација. Домаћин и бранилац титуле су, као и раније, имали директан пласман, док су континенталне квоте, које су се попуњавале преко континенталних првенстава, повећане. Европа (ЕХФ) је тако добила два додатна места на Европском првенству (три најбоље репрезентације), док је Африка (КАХВ) добила чак три додатна места за Куп нација (првих шест репрезентација на турниру). Азија (АХФ) остала је на четири места, док је пето место с Азијског првенства, које је иначе било намењено океанијским репрезентацијама које су учествовале на турниру (Аустралија и Нови Зеланд), претворено у позивницу јер се ниједна од две океанијске репрезентације није пласирала међу пет најбољих репрезентација на првенству Азије (такав је систем планиран и за следеће квалификационе циклусе). Бивша панамеричка група подељена је на две зоне: Северноамеричка и карипска зона је преко континенталног првенства имала једног представника, док је Јужноамеричка и средњоамеричка зона имала три загарантована места, док је четврта репрезентација из те зоне наступ осигуравала преко тзв. Последње шансе турнира. Једно место резервисано је за репрезентацију са позивницом, док су се остала места попуњавала преко континенталних квалификационих турнира. Према новој шеми, места су распоређена на следећи начин:
- Домаћин: 1
- Браниоц титуле: 1
- Африка: 6
- Азија: 4
- Европа: 13
- Панамерика: 5
  - Северна Америка и Кариби: 1
  - Јужна и Средња Америка: 3
  - Јужноамерички и средњоамерички квалификациони турнир Последња шанса: 1
- Океанија/Додатна позивница: 1
- Позивница: 1

Међутим, добар део квалификационих турнира па и нека континентална првенства су иницијално одложена, а накнадно и отказана због пандемија коронавируса. Тако је северноамеричко-карипско првенство потпуно отказано, док су јужноамерички Последња шанса турнир и додатне квалификације у Европи такође отказане. Представници с прва два наведена турнира су изабрани на основу номинације, док су европске репрезентације изабране на основу пласмана на Европском првенству 2020. године. Дана 12. јануара 2021, само дан пре службеног почетка такмичења, репрезентација Чешке објавила је како се повлачи са турнира због превеликог броја играча позитивних на COVID-19 тако да је као замена позвана Северна Македонија; касније истога дана, репрезентација Сједињених Држава објавила је своје повлачење из истих разлога, тако да је уместо њих позвана репрезентација Швајцарске.
Коначни списак учесника изгледао је овако:
| Такмичење                                         | Датум                  | Број квалификованих | Квалификоване репрезентације |  |  |
| ------------------------------------------------- | ---------------------- | ------------------- | ---------------------------- |  |  |
| Домаћин (директан пласман)                        | 6. новембар 2015.      | 1                   | Египат                       |  |  |
| Светско првенство у рукомету 2019.                | 27. јануар 2019.       | 1                   | Данска                       |  |  |
| Првенство Јужне и Средње Америке у рукомету 2020. | 21. – 25. јануар 2020. | 3                   | Аргентина                    |  |  |
| Првенство Јужне и Средње Америке у рукомету 2020. | 21. – 25. јануар 2020. | 3                   | Бразил                       |  |  |
| Првенство Јужне и Средње Америке у рукомету 2020. | 21. – 25. јануар 2020. | 3                   | Уругвај                      |  |  |
| Европско првенство у рукомету 2020.               | 9. – 26. јануар 2020.  | 3                   | Шпанија                      |  |  |
| Европско првенство у рукомету 2020.               | 9. – 26. јануар 2020.  | 3                   | Хрватска                     |  |  |
| Европско првенство у рукомету 2020.               | 9. – 26. јануар 2020.  | 3                   | Норвешка                     |  |  |
| Афричко првенство 2020.                           | 16. – 26. јануар 2020. | 6                   | Тунис                        |  |  |
| Афричко првенство 2020.                           | 16. – 26. јануар 2020. | 6                   | Алжир                        |  |  |
| Афричко првенство 2020.                           | 16. – 26. јануар 2020. | 6                   | Ангола                       |  |  |
| Афричко првенство 2020.                           | 16. – 26. јануар 2020. | 6                   | Зеленортска Острва           |  |  |
| Афричко првенство 2020.                           | 16. – 26. јануар 2020. | 6                   | Мароко                       |  |  |
| Афричко првенство 2020.                           | 16. – 26. јануар 2020. | 6                   | ДР Конго                     |  |  |
| Азијско првенство у рукомету 2020.                | 16. – 27. јануар 2020. | 4                   | Катар                        |  |  |
| Азијско првенство у рукомету 2020.                | 16. – 27. јануар 2020. | 4                   | Јужна Кореја                 |  |  |
| Азијско првенство у рукомету 2020.                | 16. – 27. јануар 2020. | 4                   | Јапан                        |  |  |
| Азијско првенство у рукомету 2020.                | 16. – 27. јануар 2020. | 4                   | Бахреин                      |  |  |
| Првенство Северне Америке и Кариба 2020.          | Отказано               | 1                   | Сједињене Државе             |  |  |
| Квалификациони турнир Јужне и Средње Америке      | Отказано               | 1                   | Чиле                         |  |  |
| Европске квалификације                            | Отказано               | 10                  | Словенија                    |  |  |
| Европске квалификације                            | Отказано               | 10                  | Немачка                      |  |  |
| Европске квалификације                            | Отказано               | 10                  | Португалија                  |  |  |
| Европске квалификације                            | Отказано               | 10                  | Шведска                      |  |  |
| Европске квалификације                            | Отказано               | 10                  | Аустрија                     |  |  |
| Европске квалификације                            | Отказано               | 10                  | Мађарска                     |  |  |
| Европске квалификације                            | Отказано               | 10                  | Белорусија                   |  |  |
| Европске квалификације                            | Отказано               | 10                  | Исланд                       |  |  |
| Европске квалификације                            | Отказано               | 10                  | Чешка                        |  |  |
| Европске квалификације                            | Отказано               | 10                  | Француска                    |  |  |
| Позивнице                                         | 9. јул 2020.           | 4                   | Пољска                       |  |  |
| Позивнице                                         | 9. јул 2020.           | 4                   | Русија                       |  |  |
| Позивнице                                         | 12. јануар 2021.       | 4                   | Северна Македонија           |  |  |
| Позивнице                                         | 12. јануар 2021.       | 4                   | Швајцарска                   |  |  |
| Укупно                                            | Укупно                 | 32                  |                              |  |  |

## Квалификоване екипе
| Репрезентација     | Датум квалификације | Претходна учешћа1 | Претходна учешћа1 | Претходна учешћа1 | Претходна учешћа1 | Претходна учешћа1 | Претходна учешћа1 | Претходна учешћа1 | Претходна учешћа1 | Претходна учешћа1 | Претходна учешћа1 | Претходна учешћа1 | Претходна учешћа1 | Претходна учешћа1 | Претходна учешћа1 | Претходна учешћа1 | Претходна учешћа1 | Претходна учешћа1 | Претходна учешћа1 | Претходна учешћа1 | Претходна учешћа1 | Претходна учешћа1 | Претходна учешћа1 | Претходна учешћа1 | Претходна учешћа1 | Претходна учешћа1 | Претходна учешћа1 | Претходна учешћа1 |
| Репрезентација     | Датум квалификације | '38               | '54               | '58               | '61               | '64               | '67               | '70               | '74               | '78               | '82               | '86               | '90               | '93               | '95               | '97               | '99               | '01               | '03               | '05               | '07               | '09               | '11               | '13               | '15               | '17               | '19               | Укупно            |
| ------------------ | ------------------- | ----------------- | ----------------- | ----------------- | ----------------- | ----------------- | ----------------- | ----------------- | ----------------- | ----------------- | ----------------- | ----------------- | ----------------- | ----------------- | ----------------- | ----------------- | ----------------- | ----------------- | ----------------- | ----------------- | ----------------- | ----------------- | ----------------- | ----------------- | ----------------- | ----------------- | ----------------- | ----------------- |
| Египат             | 6. новембар 2015.   | x                 | x                 | x                 | x                 | •                 | x                 | x                 | x                 | x                 | x                 | x                 | x                 | •                 | •                 | •                 | •                 | •                 | •                 | •                 | •                 | •                 | •                 | •                 | •                 | •                 | •                 | 15                |
| Данска             | 27. јануар 2019.    | •                 | •                 | •                 | •                 | •                 | •                 | •                 | •                 | •                 | •                 | •                 | x                 | •                 | •                 | x                 | •                 | •                 | •                 | •                 | •                 | •                 | •                 | •                 | •                 | •                 | •                 | 24                |
| Ангола             | 20. јануар 2020.    |                   |                   |                   |                   |                   |                   |                   |                   | x                 | x                 | x                 | x                 | x                 | x                 | x                 | x                 | x                 | x                 | •                 | •                 | x                 | x                 | x                 | x                 | •                 | •                 | 4                 |
| Алжир              | 20. јануар 2020.    |                   |                   |                   |                   | x                 | x                 | x                 | •                 | x                 | •                 | •                 | •                 | x                 | •                 | •                 | •                 | •                 | •                 | •                 | x                 | •                 | •                 | •                 | •                 | x                 | x                 | 14                |
| Тунис              | 20. јануар 2020.    |                   |                   | x                 | x                 | x                 | •                 | x                 | x                 | x                 | x                 | x                 | x                 | x                 | •                 | •                 | •                 | •                 | •                 | •                 | •                 | •                 | •                 | •                 | •                 | •                 | •                 | 14                |
| Катар              | 21. јануар 2020.    |                   |                   |                   |                   |                   |                   |                   | x                 | x                 | x                 | x                 | x                 | x                 | x                 | x                 | x                 | x                 | •                 | •                 | •                 | x                 | x                 | •                 | •                 | •                 | •                 | 7                 |
| Јапан              | 23. јануар 2020.    | x                 | x                 | x                 | •                 | •                 | •                 | •                 | •                 | •                 | •                 | x                 | •                 | x                 | •                 | •                 | x                 | x                 | x                 | •                 | x                 | x                 | •                 | x                 | x                 | •                 | •                 | 14                |
| Бахреин            | 23. јануар 2020.    |                   |                   |                   |                   |                   |                   |                   | x                 | x                 | x                 | x                 | x                 | x                 | x                 | x                 | x                 | x                 | x                 | x                 | x                 | x                 | •                 | x                 | Q                 | •                 | •                 | 3                 |
| Јужна Корејаa      | 23. јануар 2020.    |                   | x                 | x                 | x                 | x                 | x                 | x                 | x                 | x                 | x                 | •                 | •                 | •                 | •                 | •                 | •                 | •                 | x                 | x                 | •                 | •                 | •                 | •                 | x                 | x                 | •                 | 12                |
| Аргентина          | 23. јануар 2020.    | x                 | x                 | x                 | x                 | x                 | x                 | x                 | x                 | x                 | x                 | x                 | x                 | x                 | x                 | •                 | •                 | •                 | •                 | •                 | •                 | •                 | •                 | •                 | •                 | •                 | •                 | 12                |
| Бразил             | 23. јануар 2020.    | x                 | x                 | •                 | x                 | x                 | x                 | x                 | x                 | x                 | x                 | x                 | x                 | x                 | •                 | •                 | •                 | •                 | •                 | •                 | •                 | •                 | •                 | •                 | •                 | •                 | •                 | 14                |
| Мароко             | 24. јануар 2020.    |                   |                   | x                 | x                 | x                 | x                 | x                 | x                 | x                 | x                 | x                 | x                 | x                 | •                 | •                 | •                 | •                 | •                 | x                 | •                 | x                 | x                 | x                 | x                 | x                 | x                 | 6                 |
| Зеленортска Острва | 24. јануар 2020.    |                   |                   |                   |                   |                   |                   |                   |                   | x                 | x                 | x                 | x                 | x                 | x                 | x                 | x                 | x                 | x                 | x                 | x                 | x                 | x                 | x                 | x                 | x                 | x                 | 0                 |
| Хрватска           | 24. јануар 2020.    |                   |                   |                   |                   |                   |                   |                   |                   |                   |                   |                   |                   | x                 | •                 | •                 | •                 | •                 | •                 | •                 | •                 | •                 | •                 | •                 | •                 | •                 | •                 | 13                |
| Шпанија            | 24. јануар 2020.    | x                 | x                 | •                 | x                 | x                 | x                 | x                 | •                 | •                 | •                 | •                 | •                 | •                 | •                 | •                 | •                 | •                 | •                 | •                 | •                 | •                 | •                 | •                 | •                 | •                 | •                 | 20                |
| Норвешка           | 25. јануар 2020.    | x                 | x                 | •                 | •                 | •                 | •                 | •                 | x                 | x                 | x                 | x                 | x                 | •                 | x                 | •                 | •                 | •                 | x                 | •                 | •                 | •                 | •                 | x                 | x                 | •                 | •                 | 15                |
| Уругвај            | 25. јануар 2020.    | x                 | x                 | x                 | x                 | x                 | x                 | x                 | x                 | x                 | x                 | x                 | x                 | x                 | x                 | x                 | x                 | x                 | x                 | x                 | x                 | x                 | x                 | x                 | x                 | x                 | x                 | 0                 |
| ДР Конго           | 26. јануар 2020.    |                   |                   |                   | x                 | x                 | x                 | x                 | x                 | x                 | x                 | x                 | x                 | x                 | x                 | x                 | x                 | x                 | x                 | x                 | x                 | x                 | x                 | x                 | x                 | x                 | x                 | 0                 |
| Словенија          | 24. април 2020.     |                   |                   |                   |                   |                   |                   |                   |                   |                   |                   |                   |                   | x                 | •                 | x                 | x                 | •                 | •                 | •                 | •                 | x                 | x                 | •                 | •                 | •                 | x                 | 8                 |
| Португалија        | 24. април 2020.     | x                 | x                 | x                 | x                 | x                 | x                 | x                 | x                 | x                 | x                 | x                 | x                 | x                 | x                 | •                 | x                 | •                 | •                 | x                 | x                 | x                 | x                 | x                 | x                 | x                 | x                 | 3                 |
| Немачка            | 24. април 2020.     | •                 | •                 | •                 | •                 | •                 | •                 | •                 | •                 | •                 | •                 | •                 | x                 | •                 | •                 | x                 | •                 | •                 | •                 | •                 | •                 | •                 | •                 | •                 | •                 | •                 | •                 | 24                |
| Шведска            | 24. април 2020.     | •                 | •                 | •                 | •                 | •                 | •                 | •                 | •                 | •                 | •                 | •                 | •                 | •                 | •                 | •                 | •                 | •                 | •                 | •                 | x                 | •                 | •                 | x                 | •                 | •                 | •                 | 24                |
| Аустрија           | 24. април 2020.     | •                 | x                 | •                 | x                 | x                 | x                 | x                 | x                 | x                 | x                 | x                 | x                 | •                 | x                 | x                 | x                 | x                 | x                 | x                 | x                 | x                 | •                 | x                 | •                 | x                 | •                 | 6                 |
| Мађарска           | 24. април 2020.     | x                 | x                 | •                 | x                 | •                 | •                 | •                 | •                 | •                 | •                 | •                 | •                 | •                 | •                 | •                 | •                 | x                 | •                 | x                 | •                 | •                 | •                 | •                 | x                 | •                 | •                 | 20                |
| Белорусија         | 24. април 2020.     |                   |                   |                   |                   |                   |                   |                   |                   |                   |                   |                   |                   | x                 | •                 | x                 | x                 | x                 | x                 | x                 | x                 | x                 | x                 | •                 | •                 | •                 | x                 | 4                 |
| Исланд             | 24. април 2020.     |                   | x                 | •                 | •                 | •                 | x                 | •                 | •                 | •                 | x                 | •                 | •                 | •                 | •                 | •                 | x                 | •                 | •                 | •                 | •                 | x                 | •                 | •                 | •                 | •                 | •                 | 20                |
| Чешка              | 24. април 2020.     |                   |                   |                   |                   |                   |                   |                   |                   |                   |                   |                   |                   |                   | •                 | •                 | x                 | •                 | x                 | •                 | •                 | x                 | x                 | x                 | •                 | x                 | x                 | 6                 |
| Француска          | 24. април 2020.     | x                 | •                 | •                 | •                 | •                 | •                 | •                 | x                 | •                 | x                 | x                 | •                 | •                 | •                 | •                 | •                 | •                 | •                 | •                 | •                 | •                 | •                 | •                 | •                 | •                 | •                 | 22                |
| Пољска             | 9. јул 2020.        | x                 | x                 | •                 | x                 | x                 | •                 | •                 | •                 | •                 | •                 | •                 | •                 | x                 | x                 | x                 | x                 | x                 | •                 | x                 | •                 | •                 | •                 | •                 | •                 | •                 | x                 | 15                |
| Русијаb            | 9. јул 2020.        |                   |                   |                   |                   |                   |                   |                   |                   |                   |                   |                   |                   | •                 | •                 | •                 | •                 | •                 | •                 | •                 | •                 | •                 | x                 | •                 | •                 | •                 | •                 | 13                |
| Сједињене Државе   | 2. новембар 2020.   | x                 | x                 | x                 | x                 | •                 | x                 | •                 | •                 | x                 | x                 | x                 | x                 | •                 | •                 | x                 | x                 | •                 | x                 | x                 | x                 | x                 | x                 | x                 | x                 | x                 | x                 | 6                 |
| Чиле               | 10. новембар 2020.  | x                 | x                 | x                 | x                 | x                 | x                 | x                 | x                 | x                 | x                 | x                 | x                 | x                 | x                 | x                 | x                 | x                 | x                 | x                 | x                 | x                 | •                 | •                 | •                 | •                 | •                 | 5                 |
| Северна Македонија | 12. јануар 2021.    |                   |                   |                   |                   |                   |                   |                   |                   |                   |                   |                   |                   | x                 | x                 | x                 | •                 | x                 | x                 | x                 | x                 | •                 | x                 | •                 | •                 | •                 | •                 | 6                 |
| Швајцарска         | 12. јануар 2021.    | x                 | •                 | x                 | •                 | •                 | •                 | •                 | x                 | x                 | •                 | •                 | •                 | •                 | •                 | x                 | x                 | x                 | x                 | x                 | x                 | x                 | x                 | x                 | x                 | x                 | x                 | 10                |

| Легенда: • означава турнир на којему је репрезентација наступила. x означава турнир на којему репрезентација није наступила. Q означава турнир за који се репрезентација квалификовала, али није учествовала из одређених разлога. означава турнир који је репрезентација освојила. означава да репрезентација у то време није могла наступати јер није представљала независну државу. означава да је репрезентација била домаћин турнира. | Додатне информације: a Јужна Кореја је 2019. године наступила у склопу уједињене корејске репрезентације. b Због потврде пресуде о забрани наступа на међународним такмичењима (што је последица великог допинг скандала), руска репрезентација добила је право наступа на турниру, али без националних обележја и под именом Репрезентација Рукометног савеза Русије. |

## Жреб
Шешири за првенство службено су објављени 23. јула 2020, након што је ИХФ поделио своје две позивнице; у том тренутку још нису били познати северноамерички представник те додатни представник из Јужне Америке, међутим ИХФ је тим представницима аутоматски доделио место у четвртом шеширу. Сам жреб одржан је 5. септембра 2020. године на платоу испред комплекса пирамида у Гизи. Као домаћин, Египат је имао право одабрати групу у којој ће играти на самом почетку жреба. Састави шешира су изгледали овако:
| Шешир 1                                                                                | Шешир 2                                                                                                | Шешир 3                                                                           | Шешир 4                                                                                        |
| -------------------------------------------------------------------------------------- | --- | --------------------------------------------------------------------------------- | ---------------------------------------------------------------------------------------------- |
| - Данска - Шпанија - Хрватска - Норвешка - Словенија - Немачка - Португалија - Шведска | - Египат (распоређен у групи Г) - Аргентина - Аустрија - Мађарска - Тунис - Алжир - Катар - Белорусија | - Исланд - Бразил - Уругвај - Чешкаα - Француска - Јужна Кореја - Јапан - Бахреин | - Ангола - Зеленортска Острва - Мароко - Чиле - ДР Конго - Пољска - Сједињене Државеβ - Русија |

 α Заменила је  Северна Македонија
 β Заменила је  Швајцарска

## Судије
ИХФ је коначни попис судија потврдио 4. јануара 2021. године. За турнир је одабрано 19 судијских парова, док је додатних пет парова одабрано као резерве. Сва 24 пара заједнички су се припремала за турнир. Судије су одабрани према следећем континенталном кључу:
- Азија: 1
- Јужна и Централна Америка: 1
- Африка: 3
- Европа: 14 (+5 резерви)

Коначни попис судија је био следећи:
| Судије    | Судије                                  |
| --------- | --------------------------------------- |
| Алжир     | Јусеф Белкири Сид Али Хамиди            |
| Аргентина | Жулијан Гриљо Себастијан Ленци          |
| Црна Гора | Иван Павићевић Милош Ражнатовић         |
| Чешка     | Јири Новотњи Вацлав Хорачек             |
| Данска    | Јеспер Мадсен Мадс Хансен               |
| Египат    | Ала Емам Хосам Хедаја                   |
| Француска | Шарлот Бонавентура Жулие Бонавентура    |
| Француска | Карим Гасми Рауф Гасми                  |
| Хрватска  | Матија Губица Борис Милошевић           |
| Иран      | Мајид Колахдоузан Алиреза Мусавианазхад |
| Норвешка  | Хавард Клевен Ларс Јорум                |
| Немачка   | Роберт Шулц Тобиас Тонис                |

| Португалија         | Дуарте Сантош Рикардо Фонсека    |
| Северна Македонија  | Ђорђи Начевски Славе Николов     |
| Словенија           | Бојан Лах Давид Сок              |
| Шпанија             | Оскар Ралуј Анхел Сабросо        |
| Шведска             | Мирза Куртагић Матијас Ветервик  |
| Швајцарска          | Артур Брунер Морад Салах         |
| Тунис               | Самир Кричен Самир Маклуф        |
| Резерве             |                                  |
| Босна и Херцеговина | Амар Коњичанин Дино Коњичанин    |
| Мађарска            | Адам Биро Оливер Киш             |
| Молдавија           | Алексеј Ковалчиук Игор Ковалчиук |
| Шпанија             | Андре Марин Игнасио Гарсија      |
| Турска              | Куршад Ердоган Ибрахим Оздениз   |

## Прелиминарна фаза
Недуго након одржаног жреба, ИХФ је 10. септембра 2020. године потврдио прелиминарни распоред играња за цео турнир, док су службена времена утакмица прелиминарне фазе потврђена 23. септембра 2020. године.
Због повећаног броја репрезентација, овај је турнир доживио промене у прелиминарној фази. Репрезентације су распоређене у осам група по четири репрезентације. По три репрезентације из сваке групе пролазе у други круг, док осам последњепласираних репрезентација из прелиминарне фазе одлази у Президент куп, где даље разигравају за пласман од 25. до 32. места.

### Критеријум рангирања
| Легенда                 |
| ----------------------- |
| Пласман у други круг    |
| Пласман у Президент куп |

Уколико се у фази по групама догоди да две или више репрезентација имају једнак број бодова након свих одиграних утакмицама, њихово рангирање ће бити према следећем редоследу критеријума:
1. број освојених бодова у међусобним сусретима
2. гол разлика у међусобним сусретима
3. број постигнутих голова у међусобним сусретима (ако више од две репрезентације имају једнак број бодова)
4. гол разлика у свим утакмицама
5. број голова у свим утакмицама
6. извлачење куглица

### Група А (Мадинат ас-Садис мин Уктубар)
|    | Репрезентација     | Бод. | Ут. | Поб. | Н. | Пор. | Пос. | При. | ГР  |
| -- | ------------------ | ---- | --- | ---- | -- | ---- | ---- | ---- | --- |
| 1. | Мађарска           | 6    | 3   | 3    | 0  | 0    | 107  | 73   | +34 |
| 2. | Немачка            | 4    | 3   | 2    | 0  | 1    | 81   | 43   | +38 |
| 3. | Уругвај            | 2    | 3   | 1    | 0  | 2    | 42   | 87   | -45 |
| 4. | Зеленортска Острва | 0    | 3   | 0    | 0  | 3    | 27   | 54   | -27 |

| 15. јануар 2021. 19:00 | Немачка     | 43:14    | Уругвај      | Дворана Др Хасан Мустафа, Мадинат ас-Садис мин Уктубар Гледалаца: 0 Судије: Гриљо, Ленци |
| 15. јануар 2021. 19:00 | Кастенинг 9 | (16:4)   | Морандеира 4 | Дворана Др Хасан Мустафа, Мадинат ас-Садис мин Уктубар Гледалаца: 0 Судије: Гриљо, Ленци |
| 15. јануар 2021. 19:00 | 4×          | Извештај | 2× 1×        | Дворана Др Хасан Мустафа, Мадинат ас-Садис мин Уктубар Гледалаца: 0 Судије: Гриљо, Ленци |

| 15. јануар 2021. 21:30 | Мађарска | 34:27    | Зеленортска Острва | Дворана Др Хасан Мустафа, Мадинат ас-Садис мин Уктубар Гледалаца: 0 Судије: Емам, Хедаја |
| 15. јануар 2021. 21:30 | Анчин 7  | (19:14)  | Л. Семедо 6        | Дворана Др Хасан Мустафа, Мадинат ас-Садис мин Уктубар Гледалаца: 0 Судије: Емам, Хедаја |
| 15. јануар 2021. 21:30 | 6× 1×    | Извештај | 4× 1×              | Дворана Др Хасан Мустафа, Мадинат ас-Садис мин Уктубар Гледалаца: 0 Судије: Емам, Хедаја |

| 17. јануар 2021. 19:00 | Зеленортска Острва | 0:10 | Немачка | Дворана Др Хасан Мустафа, Мадинат ас-Садис мин Уктубар Гледалаца: 0 Судије: Емам, Хедаја |
| 17. јануар 2021. 19:00 | (отказано)         |      |         | Дворана Др Хасан Мустафа, Мадинат ас-Садис мин Уктубар Гледалаца: 0 Судије: Емам, Хедаја |
| 17. јануар 2021. 19:00 |                    |      |         | Дворана Др Хасан Мустафа, Мадинат ас-Садис мин Уктубар Гледалаца: 0 Судије: Емам, Хедаја |

| 17. јануар 2021. 21:30 | Мађарска | 44:18    | Уругвај      | Дворана Др Хасан Мустафа, Мадинат ас-Садис мин Уктубар Гледалаца: 0 Судије: Колахдузан, Мусавијан |
| 17. јануар 2021. 21:30 | Мате 8   | (16:8)   | Морандеира 4 | Дворана Др Хасан Мустафа, Мадинат ас-Садис мин Уктубар Гледалаца: 0 Судије: Колахдузан, Мусавијан |
| 17. јануар 2021. 21:30 | 3× 2×    | Извештај | 2×           | Дворана Др Хасан Мустафа, Мадинат ас-Садис мин Уктубар Гледалаца: 0 Судије: Колахдузан, Мусавијан |

| 19. јануар 2021. 19:00 | Уругвај    | 10:0 | Зеленортска Острва | Дворана Др Хасан Мустафа, Мадинат ас-Садис мин Уктубар Гледалаца: 0 Судије: Колахдузан, Мусавијан |
| 19. јануар 2021. 19:00 | (отказано) |      |                    | Дворана Др Хасан Мустафа, Мадинат ас-Садис мин Уктубар Гледалаца: 0 Судије: Колахдузан, Мусавијан |
| 19. јануар 2021. 19:00 |            |      |                    | Дворана Др Хасан Мустафа, Мадинат ас-Садис мин Уктубар Гледалаца: 0 Судије: Колахдузан, Мусавијан |

| 19. јануар 2021. 21:30 | Немачка | 28:29    | Мађарска        | Дворана Др Хасан Мустафа, Мадинат ас-Садис мин Уктубар Гледалаца: 0 Судије: Губица, Милошевић |
| 19. јануар 2021. 21:30 | Шилер 7 | (14:15)  | Мате, Банхиди 8 | Дворана Др Хасан Мустафа, Мадинат ас-Садис мин Уктубар Гледалаца: 0 Судије: Губица, Милошевић |
| 19. јануар 2021. 21:30 | 7×      | Извештај | 7× 1×           | Дворана Др Хасан Мустафа, Мадинат ас-Садис мин Уктубар Гледалаца: 0 Судије: Губица, Милошевић |

### Група Б (Нови главни град)
|    | Репрезентација | Бод. | Ут. | Поб. | Н. | Пор. | Пос. | При. | ГР  |
| -- | -------------- | ---- | --- | ---- | -- | ---- | ---- | ---- | --- |
| 1. | Шпанија        | 5    | 3   | 2    | 1  | 0    | 92   | 85   | +7  |
| 2. | Пољска         | 4    | 3   | 2    | 0  | 1    | 89   | 78   | +11 |
| 3. | Бразил         | 2    | 3   | 0    | 2  | 1    | 84   | 94   | -10 |
| 4. | Тунис          | 1    | 3   | 0    | 1  | 2    | 90   | 98   | -8  |

| 15. јануар 2021. 19:00 | Шпанија         | 29:29    | Бразил            | Дворана у новом главном граду, Нови главни град Гледалаца: 0 Судије: Павићевић, Ражнатовић |
| 15. јануар 2021. 19:00 | три играча по 4 | (16:13)  | Мораеш, Лангаро 6 | Дворана у новом главном граду, Нови главни град Гледалаца: 0 Судије: Павићевић, Ражнатовић |
| 15. јануар 2021. 19:00 | 4×              | Извештај | 6× 1×             | Дворана у новом главном граду, Нови главни град Гледалаца: 0 Судије: Павићевић, Ражнатовић |

| 15. јануар 2021. 21:30 | Тунис   | 28:30    | Пољска    | Дворана у новом главном граду, Нови главни град Гледалаца: 0 Судије: Начевски, Николов |
| 15. јануар 2021. 21:30 | Санај 9 | (17:17)  | Морито 11 | Дворана у новом главном граду, Нови главни град Гледалаца: 0 Судије: Начевски, Николов |
| 15. јануар 2021. 21:30 | 5× 2×   | Извештај | 6× 2×     | Дворана у новом главном граду, Нови главни град Гледалаца: 0 Судије: Начевски, Николов |

| 17. јануар 2021. 19:00 | Тунис    | 32:32    | Бразил             | Дворана у новом главном граду, Нови главни град Гледалаца: 0 Судије: Мадсен, Хансен |
| 17. јануар 2021. 19:00 | Дармул 9 | (20:16)  | Лангаро, Хакбард 6 | Дворана у новом главном граду, Нови главни град Гледалаца: 0 Судије: Мадсен, Хансен |
| 17. јануар 2021. 19:00 | 6× 2×    | Извештај | 4×                 | Дворана у новом главном граду, Нови главни град Гледалаца: 0 Судије: Мадсен, Хансен |

| 17. јануар 2021. 21:30 | Пољска  | 26:27    | Шпанија         | Дворана у новом главном граду, Нови главни град Гледалаца: 0 Судије: Новотњи, Хорачек |
| 17. јануар 2021. 21:30 | Сићко 6 | (11:14)  | три играча по 5 | Дворана у новом главном граду, Нови главни град Гледалаца: 0 Судије: Новотњи, Хорачек |
| 17. јануар 2021. 21:30 | 6× 1×   | Извештај | 2× 1×           | Дворана у новом главном граду, Нови главни град Гледалаца: 0 Судије: Новотњи, Хорачек |

| 19. јануар 2021. 19:00 | Шпанија      | 36:30    | Тунис    | Дворана у новом главном граду, Нови главни град Гледалаца: 0 Судије: Мадсен, Хансен |
| 19. јануар 2021. 19:00 | Фернандез 10 | (17:14)  | Дармул 8 | Дворана у новом главном граду, Нови главни град Гледалаца: 0 Судије: Мадсен, Хансен |
| 19. јануар 2021. 19:00 | 5×           | Извештај | 3× 1×    | Дворана у новом главном граду, Нови главни град Гледалаца: 0 Судије: Мадсен, Хансен |

| 19. јануар 2021. 21:30 | Бразил    | 23:33    | Пољска          | Дворана у новом главном граду, Нови главни град Гледалаца: 0 Судије: Павићевић, Ражнатовић |
| 19. јануар 2021. 21:30 | Лангаро 4 | (11:13)  | Сићко, Морито 6 | Дворана у новом главном граду, Нови главни град Гледалаца: 0 Судије: Павићевић, Ражнатовић |
| 19. јануар 2021. 21:30 | 4× 1×     | Извештај | 4×              | Дворана у новом главном граду, Нови главни град Гледалаца: 0 Судије: Павићевић, Ражнатовић |

### Група Ц (Бурџ ал-Араб)
|    | Репрезентација | Бод. | Ут. | Поб. | Н. | Пор. | Пос. | При. | ГР  |
| -- | -------------- | ---- | --- | ---- | -- | ---- | ---- | ---- | --- |
| 1. | Хрватска       | 5    | 3   | 2    | 1  | 0    | 83   | 73   | +10 |
| 2. | Катар          | 4    | 3   | 2    | 0  | 1    | 85   | 80   | +5  |
| 3. | Јапан          | 3    | 3   | 1    | 1  | 1    | 88   | 89   | -1  |
| 4. | Ангола         | 0    | 3   | 0    | 0  | 3    | 64   | 88   | -14 |

| 15. јануар 2021. 16:30 | Катар    | 30:25    | Ангола    | Дворана у Бурџ ал-Арабу, Бурџ ал-Араб Гледалаца: 0 Судије: Сантош, Фонсека / Белкири, Хамиди |
| 15. јануар 2021. 16:30 | Мадади 8 | (14:13)  | Пестана 6 | Дворана у Бурџ ал-Арабу, Бурџ ал-Араб Гледалаца: 0 Судије: Сантош, Фонсека / Белкири, Хамиди |
| 15. јануар 2021. 16:30 | 6× 1×    | Извештај | 4×        | Дворана у Бурџ ал-Арабу, Бурџ ал-Араб Гледалаца: 0 Судије: Сантош, Фонсека / Белкири, Хамиди |

| 15. јануар 2021. 19:00 | Хрватска | 29:29    | Јапан               | Дворана у Бурџ ал-Арабу, Бурџ ал-Араб Гледалаца: 0 Судије: Кричен, Маклуф |
| 15. јануар 2021. 19:00 | Марић 7  | (14:17)  | Агарие, Р. Токуда 5 | Дворана у Бурџ ал-Арабу, Бурџ ал-Араб Гледалаца: 0 Судије: Кричен, Маклуф |
| 15. јануар 2021. 19:00 | 3× 2×    | Извештај | 3× 2×               | Дворана у Бурџ ал-Арабу, Бурџ ал-Араб Гледалаца: 0 Судије: Кричен, Маклуф |

| 17. јануар 2021. 16:30 | Катар    | 31:29    | Јапан | Дворана у Бурџ ал-Арабу, Бурџ ал-Араб Гледалаца: 0 Судије: Ралуј, Сабросо |
| 17. јануар 2021. 16:30 | Марзо 11 | (15:16)  | Дои 7 | Дворана у Бурџ ал-Арабу, Бурџ ал-Араб Гледалаца: 0 Судије: Ралуј, Сабросо |
| 17. јануар 2021. 16:30 | 3×       | Извештај | 3× 2× | Дворана у Бурџ ал-Арабу, Бурџ ал-Араб Гледалаца: 0 Судије: Ралуј, Сабросо |

| 17. јануар 2021. 19:00 | Ангола    | 20:28    | Хрватска | Дворана у Бурџ ал-Арабу, Бурџ ал-Араб Гледалаца: 0 Судије: Белкири, Хамиди |
| 17. јануар 2021. 19:00 | Фереира 4 | (11:12)  | Чупић 6  | Дворана у Бурџ ал-Арабу, Бурџ ал-Араб Гледалаца: 0 Судије: Белкири, Хамиди |
| 17. јануар 2021. 19:00 | 6×        | Извештај | 6× 3×    | Дворана у Бурџ ал-Арабу, Бурџ ал-Араб Гледалаца: 0 Судије: Белкири, Хамиди |

| 19. јануар 2021. 16:30 | Јапан      | 30:29    | Ангола | Дворана у Бурџ ал-Арабу, Бурџ ал-Араб Гледалаца: 0 Судије: Кричен, Маклуф |
| 19. јануар 2021. 16:30 | Ватанабе 7 | (16:12)  | Тати 6 | Дворана у Бурџ ал-Арабу, Бурџ ал-Араб Гледалаца: 0 Судије: Кричен, Маклуф |
| 19. јануар 2021. 16:30 | 1×         | Извештај | 5×     | Дворана у Бурџ ал-Арабу, Бурџ ал-Араб Гледалаца: 0 Судије: Кричен, Маклуф |

| 19. јануар 2021. 19:00 | Хрватска | 26:24    | Катар   | Дворана у Бурџ ал-Арабу, Бурџ ал-Араб Гледалаца: 0 Судије: Начевски, Николов |
| 19. јануар 2021. 19:00 | Штрлек 6 | (13:11)  | Марзо 7 | Дворана у Бурџ ал-Арабу, Бурџ ал-Араб Гледалаца: 0 Судије: Начевски, Николов |
| 19. јануар 2021. 19:00 | 4× 2×    | Извештај | 2× 1×   | Дворана у Бурџ ал-Арабу, Бурџ ал-Араб Гледалаца: 0 Судије: Начевски, Николов |

### Група Д (Каиро)
|    | Репрезентација | Бод. | Ут. | Поб. | Н. | Пор. | Пос. | При. | ГР  |
| -- | -------------- | ---- | --- | ---- | -- | ---- | ---- | ---- | --- |
| 1. | Данска         | 6    | 3   | 3    | 0  | 0    | 104  | 59   | +45 |
| 2. | Аргентина      | 4    | 3   | 2    | 0  | 1    | 72   | 74   | -2  |
| 3. | Бахреин        | 2    | 3   | 1    | 0  | 2    | 75   | 85   | -10 |
| 4. | ДР Конго       | 0    | 3   | 0    | 0  | 3    | 68   | 101  | -33 |

| 15. јануар 2021. 19:00 | Аргентина       | 28:22    | ДР Конго     | Дворански комплекс Каирског стадиона, Каиро Гледалаца: 0 Судије: Бонавентура, Бонавентура |
| 15. јануар 2021. 19:00 | три играча по 5 | (13:14)  | Киангебени 7 | Дворански комплекс Каирског стадиона, Каиро Гледалаца: 0 Судије: Бонавентура, Бонавентура |
| 15. јануар 2021. 19:00 | 4× 1×           | Извештај | 2×           | Дворански комплекс Каирског стадиона, Каиро Гледалаца: 0 Судије: Бонавентура, Бонавентура |

| 15. јануар 2021. 21:30 | Данска    | 34:20    | Бахреин | Дворански комплекс Каирског стадиона, Каиро Гледалаца: 0 Судије: Брунер, Салах |
| 15. јануар 2021. 21:30 | Гидсел 10 | (19:10)  | Ахмед 8 | Дворански комплекс Каирског стадиона, Каиро Гледалаца: 0 Судије: Брунер, Салах |
| 15. јануар 2021. 21:30 | 5×        | Извештај | 4× 1×   | Дворански комплекс Каирског стадиона, Каиро Гледалаца: 0 Судије: Брунер, Салах |

| 17. јануар 2021. 19:00 | Аргентина   | 24:21    | Бахреин | Дворански комплекс Каирског стадиона, Каиро Гледалаца: 0 Судије: Шулц, Тонис |
| 17. јануар 2021. 19:00 | Ф. Пизаро 6 | (12:10)  | Ахмед 5 | Дворански комплекс Каирског стадиона, Каиро Гледалаца: 0 Судије: Шулц, Тонис |
| 17. јануар 2021. 19:00 | 1×          | Извештај | 6× 3×   | Дворански комплекс Каирског стадиона, Каиро Гледалаца: 0 Судије: Шулц, Тонис |

| 17. јануар 2021. 21:30 | ДР Конго        | 19:39    | Данска      | Дворански комплекс Каирског стадиона, Каиро Гледалаца: 0 Судије: Брунер, Салах |
| 17. јануар 2021. 21:30 | Буити, Мвумби 4 | (10:23)  | Ј. Хансен 8 | Дворански комплекс Каирског стадиона, Каиро Гледалаца: 0 Судије: Брунер, Салах |
| 17. јануар 2021. 21:30 | 3× 1×           | Извештај | 1×          | Дворански комплекс Каирског стадиона, Каиро Гледалаца: 0 Судије: Брунер, Салах |

| 19. јануар 2021. 19:00 | Бахреин    | 34:27    | ДР Конго     | Дворански комплекс Каирског стадиона, Каиро Гледалаца: 0 Судије: Клевен, Јорум |
| 19. јануар 2021. 19:00 | ал-Сајад 9 | (14:12)  | Киангебени 6 | Дворански комплекс Каирског стадиона, Каиро Гледалаца: 0 Судије: Клевен, Јорум |
| 19. јануар 2021. 19:00 | 7× 1×      | Извештај | 4× 1×        | Дворански комплекс Каирског стадиона, Каиро Гледалаца: 0 Судије: Клевен, Јорум |

| 19. јануар 2021. 21:30 | Данска      | 31:20    | Аргентина     | Дворански комплекс Каирског стадиона, Каиро Гледалаца: 0 Судије: Бонавентура, Бонавентура |
| 19. јануар 2021. 21:30 | М. Хансен 7 | (15:10)  | П. Мартинез 6 | Дворански комплекс Каирског стадиона, Каиро Гледалаца: 0 Судије: Бонавентура, Бонавентура |
| 19. јануар 2021. 21:30 | 3× 1×       | Извештај | 6× 3×         | Дворански комплекс Каирског стадиона, Каиро Гледалаца: 0 Судије: Бонавентура, Бонавентура |

### Група Е (Мадинат ас-Садис мин Уктубар)
|    | Репрезентација | Бод. | Ут. | Поб. | Н. | Пор. | Пос. | При. | ГР  |
| -- | -------------- | ---- | --- | ---- | -- | ---- | ---- | ---- | --- |
| 1. | Француска      | 6    | 3   | 3    | 0  | 0    | 88   | 76   | +12 |
| 2. | Норвешка       | 4    | 3   | 2    | 0  | 1    | 93   | 82   | +11 |
| 3. | Швајцарска     | 2    | 3   | 1    | 0  | 2    | 77   | 81   | -4  |
| 4. | Аустрија       | 0    | 3   | 0    | 0  | 3    | 82   | 101  | -19 |

| 14. јануар 2021. 19:00 | Аустрија | 25:28    | Швајцарска | Дворана Др Хасан Мустафа, Мадинат ас-Садис мин Уктубар Гледалаца: 0 Судије: Колахдоузан, Мусавианазхад |
| 14. јануар 2021. 19:00 | Вебер 7  | (13:13)  | Шмид 7     | Дворана Др Хасан Мустафа, Мадинат ас-Садис мин Уктубар Гледалаца: 0 Судије: Колахдоузан, Мусавианазхад |
| 14. јануар 2021. 19:00 | 7× 1×    | Извештај | 4× 1×      | Дворана Др Хасан Мустафа, Мадинат ас-Садис мин Уктубар Гледалаца: 0 Судије: Колахдоузан, Мусавианазхад |

| 14. јануар 2021. 21:30 | Норвешка   | 24:28    | Француска | Дворана Др Хасан Мустафа, Мадинат ас-Садис мин Уктубар Гледалаца: 0 Судије: Марин, Гарсија |
| 14. јануар 2021. 21:30 | Сагосен 10 | (13:13)  | Мае 9     | Дворана Др Хасан Мустафа, Мадинат ас-Садис мин Уктубар Гледалаца: 0 Судије: Марин, Гарсија |
| 14. јануар 2021. 21:30 | 5×         | Извештај | 5× 2×     | Дворана Др Хасан Мустафа, Мадинат ас-Садис мин Уктубар Гледалаца: 0 Судије: Марин, Гарсија |

| 16. јануар 2021. 19:00 | Аустрија | v        | Француска       | Дворана Др Хасан Мустафа, Мадинат ас-Садис мин Уктубар Гледалаца: 0 Судије: Гриљо, Ленци |
| 16. јануар 2021. 19:00 | Вагнер 7 | (13:17)  | три играча по 4 | Дворана Др Хасан Мустафа, Мадинат ас-Садис мин Уктубар Гледалаца: 0 Судије: Гриљо, Ленци |
| 16. јануар 2021. 19:00 | 3×       | Извештај | 4× 1×           | Дворана Др Хасан Мустафа, Мадинат ас-Садис мин Уктубар Гледалаца: 0 Судије: Гриљо, Ленци |

| 16. јануар 2021. 21:30 | Швајцарска         | 25:31    | Норвешка   | Дворана Др Хасан Мустафа, Мадинат ас-Садис мин Уктубар Гледалаца: 0 Судије: Губица, Милошевић |
| 16. јануар 2021. 21:30 | Лајер, Милошевић 7 | (13:17)  | Сагосен 11 | Дворана Др Хасан Мустафа, Мадинат ас-Садис мин Уктубар Гледалаца: 0 Судије: Губица, Милошевић |
| 16. јануар 2021. 21:30 | 6× 1×              | Извештај | 3× 1×      | Дворана Др Хасан Мустафа, Мадинат ас-Садис мин Уктубар Гледалаца: 0 Судије: Губица, Милошевић |

| 18. јануар 2021. 19:00 | Француска | 25:24    | Швајцарска | Дворана Др Хасан Мустафа, Мадинат ас-Садис мин Уктубар Гледалаца: 0 Судије: Гриљо, Ленци |
| 18. јануар 2021. 19:00 | Мае 5     | (14:14)  | Шмид 7     | Дворана Др Хасан Мустафа, Мадинат ас-Садис мин Уктубар Гледалаца: 0 Судије: Гриљо, Ленци |
| 18. јануар 2021. 19:00 | 1×        | Извештај | 4× 1×      | Дворана Др Хасан Мустафа, Мадинат ас-Садис мин Уктубар Гледалаца: 0 Судије: Гриљо, Ленци |

| 18. јануар 2021. 21:30 | Норвешка  | 38:29    | Аустрија        | Дворана Др Хасан Мустафа, Мадинат ас-Садис мин Уктубар Гледалаца: 0 Судије: Марин, Гарсија |
| 18. јануар 2021. 21:30 | Сагосен 9 | (20:17)  | Вебер, Вагнер 6 | Дворана Др Хасан Мустафа, Мадинат ас-Садис мин Уктубар Гледалаца: 0 Судије: Марин, Гарсија |
| 18. јануар 2021. 21:30 | 4× 1×     | Извештај | 4× 1×           | Дворана Др Хасан Мустафа, Мадинат ас-Садис мин Уктубар Гледалаца: 0 Судије: Марин, Гарсија |

### Група Ф (Нови главни град)
|    | Репрезентација | Бод. | Ут. | Поб. | Н. | Пор. | Пос. | При. | ГР  |
| -- | -------------- | ---- | --- | ---- | -- | ---- | ---- | ---- | --- |
| 1. | Португалија    | 6    | 3   | 3    | 0  | 0    | 84   | 62   | +22 |
| 2. | Исланд         | 4    | 3   | 2    | 0  | 1    | 93   | 72   | +21 |
| 3. | Алжир          | 2    | 3   | 1    | 0  | 2    | 67   | 88   | -21 |
| 4. | Мароко         | 0    | 3   | 0    | 0  | 3    | 66   | 88   | -22 |

| 14. јануар 2021. 19:00 | Алжир  | 24:23    | Мароко  | Дворана у новом главном граду, Нови главни град Гледалаца: 0 Судије: Мадсен, Хансен |
| 14. јануар 2021. 19:00 | Ајуб 7 | (8:15)   | Рејда 6 | Дворана у новом главном граду, Нови главни град Гледалаца: 0 Судије: Мадсен, Хансен |
| 14. јануар 2021. 19:00 | 6×     | Извештај | 9× 1×   | Дворана у новом главном граду, Нови главни град Гледалаца: 0 Судије: Мадсен, Хансен |

| 14. јануар 2021. 21:30 | Португалија | 25:23    | Исланд   | Дворана у новом главном граду, Нови главни град Гледалаца: 0 Судије: Новотњи, Хорачек |
| 14. јануар 2021. 21:30 | Мартинс 6   | (11:10)  | Елисон 6 | Дворана у новом главном граду, Нови главни град Гледалаца: 0 Судије: Новотњи, Хорачек |
| 14. јануар 2021. 21:30 | 3× 2×       | Извештај | 4× 3×    | Дворана у новом главном граду, Нови главни град Гледалаца: 0 Судије: Новотњи, Хорачек |

| 16. јануар 2021. 19:00 | Мароко   | 20:33    | Португалија | Дворана у новом главном граду, Нови главни град Гледалаца: 0 Судије: Лах, Сок |
| 16. јануар 2021. 19:00 | Арчауи 5 | (12:12)  | Портела 9   | Дворана у новом главном граду, Нови главни град Гледалаца: 0 Судије: Лах, Сок |
| 16. јануар 2021. 19:00 | 7× 1×    | Извештај | 2×          | Дворана у новом главном граду, Нови главни град Гледалаца: 0 Судије: Лах, Сок |

| 16. јануар 2021. 21:30 | Алжир  | 24:39    | Исланд    | Дворана у новом главном граду, Нови главни град Гледалаца: 0 Судије: Мадсен, Хансен |
| 16. јануар 2021. 21:30 | Ајуб 5 | (10:22)  | Елисон 12 | Дворана у новом главном граду, Нови главни град Гледалаца: 0 Судије: Мадсен, Хансен |
| 16. јануар 2021. 21:30 | 4× 1×  | Извештај | 4×        | Дворана у новом главном граду, Нови главни град Гледалаца: 0 Судије: Мадсен, Хансен |

| 18. јануар 2021. 19:00 | Португалија | 26:19    | Алжир    | Дворана у новом главном граду, Нови главни град Гледалаца: 0 Судије: Павићевић, Ражнатовић |
| 18. јануар 2021. 19:00 | Портела 4   | (14:9)   | Беркус 7 | Дворана у новом главном граду, Нови главни град Гледалаца: 0 Судије: Павићевић, Ражнатовић |
| 18. јануар 2021. 19:00 | 6× 1×       | Извештај | 4× 1×    | Дворана у новом главном граду, Нови главни град Гледалаца: 0 Судије: Павићевић, Ражнатовић |

| 18. јануар 2021. 21:30 | Исланд                       | 31:23    | Мароко    | Дворана у новом главном граду, Нови главни град Гледалаца: 0 Судије: Новотњи, Хорачек |
| 18. јануар 2021. 21:30 | В. Кристјансон, Гудмундсон 6 | (15:10)  | Зароили 5 | Дворана у новом главном граду, Нови главни град Гледалаца: 0 Судије: Новотњи, Хорачек |
| 18. јануар 2021. 21:30 | 3× 1×                        | Извештај | 4× 1×     | Дворана у новом главном граду, Нови главни град Гледалаца: 0 Судије: Новотњи, Хорачек |

### Група Г (Каиро)
|    | Репрезентација     | Бод. | Ут. | Поб. | Н. | Пор. | Пос. | При. | ГР  |
| -- | ------------------ | ---- | --- | ---- | -- | ---- | ---- | ---- | --- |
| 1. | Шведска            | 6    | 3   | 3    | 0  | 0    | 97   | 69   | +28 |
| 2. | Египат             | 4    | 3   | 2    | 0  | 1    | 96   | 72   | +24 |
| 3. | Северна Македонија | 2    | 3   | 1    | 0  | 2    | 71   | 99   | -28 |
| 4. | Чиле               | 0    | 3   | 0    | 0  | 3    | 84   | 108  | -24 |

| 13. јануар 2021. 19:00 | Египат       | 35:29    | Чиле         | Дворански комплекс Каирског стадиона, Каиро Гледалаца: 0 Судије: Шулц, Тонис |
| 13. јануар 2021. 19:00 | Џ. ал-Дера 6 | (18:11)  | Е. Салинас 8 | Дворански комплекс Каирског стадиона, Каиро Гледалаца: 0 Судије: Шулц, Тонис |
| 13. јануар 2021. 19:00 | 7× 2×        | Извештај | 9× 2×        | Дворански комплекс Каирског стадиона, Каиро Гледалаца: 0 Судије: Шулц, Тонис |

| 14. јануар 2021. 21:30 | Шведска | 32:20    | Северна Македонија | Дворански комплекс Каирског стадиона, Каиро · Гледалаца: 0 · Судије: Клевен, Јорум Норвешка |
| 14. јануар 2021. 21:30 | Ване 11 | (16:11)  | Лазаров 5          | Дворански комплекс Каирског стадиона, Каиро · Гледалаца: 0 · Судије: Клевен, Јорум Норвешка |
| 14. јануар 2021. 21:30 | 4× 2×   | Извештај | 3× 1×              | Дворански комплекс Каирског стадиона, Каиро · Гледалаца: 0 · Судије: Клевен, Јорум Норвешка |

| 16. јануар 2021. 19:00 | Египат   | 38:19    | Северна Македонија | Дворански комплекс Каирског стадиона, Каиро · Гледалаца: 0 · Судије: Бонавентура, Бонавентура Француска |
| 16. јануар 2021. 19:00 | Мамдух 8 | (20:6)   | три играча по 3    | Дворански комплекс Каирског стадиона, Каиро · Гледалаца: 0 · Судије: Бонавентура, Бонавентура Француска |
| 16. јануар 2021. 19:00 | 2×       | Извештај | 5×                 | Дворански комплекс Каирског стадиона, Каиро · Гледалаца: 0 · Судије: Бонавентура, Бонавентура Француска |

| 16. јануар 2021. 21:30 | Чиле          | 26:41    | Шведска  | Дворански комплекс Каирског стадиона, Каиро · Гледалаца: 0 · Судије: Брунер, Салах Швајцарска |
| 16. јануар 2021. 21:30 | Ер. Фочтман 7 | (16:20)  | Пелас 12 | Дворански комплекс Каирског стадиона, Каиро · Гледалаца: 0 · Судије: Брунер, Салах Швајцарска |
| 16. јануар 2021. 21:30 | 8×            | Извештај | 4× 1×    | Дворански комплекс Каирског стадиона, Каиро · Гледалаца: 0 · Судије: Брунер, Салах Швајцарска |

| 18. јануар 2021. 16:30 | Северна Македонија | 32:29    | Чиле            | Дворански комплекс Каирског стадиона, Каиро · Гледалаца: 0 · Судије: Губица, Милошевић Хрватска |
| 18. јануар 2021. 16:30 | Лазаров 8          | (16:17)  | три играча по 7 | Дворански комплекс Каирског стадиона, Каиро · Гледалаца: 0 · Судије: Губица, Милошевић Хрватска |
| 18. јануар 2021. 16:30 | 6×                 | Извештај | 5× 1×           | Дворански комплекс Каирског стадиона, Каиро · Гледалаца: 0 · Судије: Губица, Милошевић Хрватска |

| 18. јануар 2021. 19:00 | Шведска  | 24:23    | Египат  | Дворански комплекс Каирског стадиона, Каиро · Гледалаца: 0 · Судије: Клевен, Јорум Норвешка |
| 18. јануар 2021. 19:00 | Персон 8 | (9:12)   | Санад 8 | Дворански комплекс Каирског стадиона, Каиро · Гледалаца: 0 · Судије: Клевен, Јорум Норвешка |
| 18. јануар 2021. 19:00 | 2× 1×    | Извештај | 3×      | Дворански комплекс Каирског стадиона, Каиро · Гледалаца: 0 · Судије: Клевен, Јорум Норвешка |

### Група Х (Бурџ ал-Араб)
|    | Репрезентација          | Бод. | Ут. | Поб. | Н. | Пор. | Пос. | При. | ГР  |
| -- | ----------------------- | ---- | --- | ---- | -- | ---- | ---- | ---- | --- |
| 1. | Рукометни савез Русијеb | 5    | 3   | 2    | 1  | 0    | 93   | 83   | +10 |
| 2. | Словенија               | 4    | 3   | 2    | 0  | 1    | 105  | 85   | +20 |
| 3. | Белорусија              | 3    | 3   | 1    | 1  | 1    | 89   | 85   | +4  |
| 4. | Јужна Кореја            | 0    | 3   | 0    | 0  | 3    | 79   | 113  | -34 |

| 14. јануар 2021. 16:30 | Белорусија  | 32:32    | Русија          | Дворана у Бурџ ал-Арабу, Бурџ ал-Араб · Гледалаца: 0 · Судије: Белкири, Хамиди Алжир |
| 14. јануар 2021. 16:30 | Вајлупов 10 | (15:15)  | три играча по 6 | Дворана у Бурџ ал-Арабу, Бурџ ал-Араб · Гледалаца: 0 · Судије: Белкири, Хамиди Алжир |
| 14. јануар 2021. 16:30 | 6× 1×       | Извештај | 5× 1×           | Дворана у Бурџ ал-Арабу, Бурџ ал-Араб · Гледалаца: 0 · Судије: Белкири, Хамиди Алжир |

| 14. јануар 2021. 19:00 | Словенија | 51:29    | Јужна Кореја               | Дворана у Бурџ ал-Арабу, Бурџ ал-Араб Гледалаца: 0 Судије: Ралуј, Сабросо |
| 14. јануар 2021. 19:00 | Гајић 10  | (25:16)  | Ким Јин-хо, Ким Јин-јунг 6 | Дворана у Бурџ ал-Арабу, Бурџ ал-Араб Гледалаца: 0 Судије: Ралуј, Сабросо |
| 14. јануар 2021. 19:00 | 6× 1×     | Извештај | 2×                         | Дворана у Бурџ ал-Арабу, Бурџ ал-Араб Гледалаца: 0 Судије: Ралуј, Сабросо |

| 16. јануар 2021. 16:30 | Белорусија | 32:24    | Јужна Кореја   | Дворана у Бурџ ал-Арабу, Бурџ ал-Араб · Гледалаца: 0 · Судије: Кричен, Маклуф Тунис |
| 16. јануар 2021. 16:30 | Вајлупов 8 | (15:9)   | Ким Јин-јунг 8 | Дворана у Бурџ ал-Арабу, Бурџ ал-Араб · Гледалаца: 0 · Судије: Кричен, Маклуф Тунис |
| 16. јануар 2021. 16:30 | 9× 1×      | Извештај | 3×             | Дворана у Бурџ ал-Арабу, Бурџ ал-Араб · Гледалаца: 0 · Судије: Кричен, Маклуф Тунис |

| 16. јануар 2021. 19:00 | Русија          | 31:25    | Словенија | Дворана у Бурџ ал-Арабу, Бурџ ал-Араб · Гледалаца: 0 · Судије: Начевски, Николов Северна Македонија |
| 16. јануар 2021. 19:00 | три играча по 6 | (16:13)  | Доленец 6 | Дворана у Бурџ ал-Арабу, Бурџ ал-Араб · Гледалаца: 0 · Судије: Начевски, Николов Северна Македонија |
| 16. јануар 2021. 19:00 | 5× 1×           | Извештај | 4× 1×     | Дворана у Бурџ ал-Арабу, Бурџ ал-Араб · Гледалаца: 0 · Судије: Начевски, Николов Северна Македонија |

| 18. јануар 2021. 16:30 | Јужна Кореја | 26:30    | Русија             | Дворана у Бурџ ал-Арабу, Бурџ ал-Араб · Гледалаца: 0 · Судије: Белкири, Хамиди Алжир |
| 18. јануар 2021. 16:30 | Ким Ји-ун 8  | (15:15)  | Корњев, Андрејев 5 | Дворана у Бурџ ал-Арабу, Бурџ ал-Араб · Гледалаца: 0 · Судије: Белкири, Хамиди Алжир |
| 18. јануар 2021. 16:30 | 2× 1×        | Извештај | 5× 2×              | Дворана у Бурџ ал-Арабу, Бурџ ал-Араб · Гледалаца: 0 · Судије: Белкири, Хамиди Алжир |

| 18. јануар 2021. 19:00 | Словенија | 29:25    | Белорусија | Дворана у Бурџ ал-Арабу, Бурџ ал-Араб Гледалаца: 0 Судије: Ралуј, Сабросо |
| 18. јануар 2021. 19:00 | Јанц 8    | (15:15)  | Караљок 7  | Дворана у Бурџ ал-Арабу, Бурџ ал-Араб Гледалаца: 0 Судије: Ралуј, Сабросо |
| 18. јануар 2021. 19:00 | 5× 1×     | Извештај | 5× 1×      | Дворана у Бурџ ал-Арабу, Бурџ ал-Араб Гледалаца: 0 Судије: Ралуј, Сабросо |

## Председнички куп

### Група I
|    | Репрезентација     | Бод. | Ут. | Поб. | Н. | Пор. | Пос. | При. | ГР  | Пласман               |
| -- | ------------------ | ---- | --- | ---- | -- | ---- | ---- | ---- | --- | --------------------- |
| 1. | Тунис              | 4    | 2   | 2    | 0  | 0    | 48   | 22   | +26 | Утакмица за 25. место |
| 2. | ДР Конго           | 4    | 2   | 3    | 0  | 1    | 64   | 69   | -5  | Утакмица за 27. место |
| 3. | Ангола             | 2    | 2   | 1    | 0  | 1    | 41   | 32   | +9  | Утакмица за 29. место |
| 4. | Зеленортска Острва | 0    | 3   | 0    | 0  | 3    | 0    | 30   | -30 | Утакмица за 31. место |

| 21. јануар 2021. 16:30 | Зеленортска Острва | 0:10 | Тунис | Дворана Др Хасан Мустафа, Мадинат ас-Садис мин Уктубар Гледалаца: 0 |
| 21. јануар 2021. 16:30 | (отказано)         |      |       | Дворана Др Хасан Мустафа, Мадинат ас-Садис мин Уктубар Гледалаца: 0 |
| 21. јануар 2021. 16:30 |                    |      |       | Дворана Др Хасан Мустафа, Мадинат ас-Садис мин Уктубар Гледалаца: 0 |

| 21. јануар 2021. 19:00 | Ангола    | 31:32    | ДР Конго     | Дворана Др Хасан Мустафа, Мадинат ас-Садис мин Уктубар Гледалаца: 0 Судије: Емам, Хедаја |
| 21. јануар 2021. 19:00 | Фереира 8 | (15:13)  | Киангебени 8 | Дворана Др Хасан Мустафа, Мадинат ас-Садис мин Уктубар Гледалаца: 0 Судије: Емам, Хедаја |
| 21. јануар 2021. 19:00 | 2× 1×     | Извештај | 5× 1×        | Дворана Др Хасан Мустафа, Мадинат ас-Садис мин Уктубар Гледалаца: 0 Судије: Емам, Хедаја |

| 23. јануар 2021. 16:30 | Зеленортска Острва | 0:10 | Ангола | Дворана Др Хасан Мустафа, Мадинат ас-Садис мин Уктубар Гледалаца: 0 |
| 23. јануар 2021. 16:30 | (отказано)         |      |        | Дворана Др Хасан Мустафа, Мадинат ас-Садис мин Уктубар Гледалаца: 0 |
| 23. јануар 2021. 16:30 |                    |      |        | Дворана Др Хасан Мустафа, Мадинат ас-Садис мин Уктубар Гледалаца: 0 |

| 23. јануар 2021. 19:00 | Тунис  | 38:22    | ДР Конго | Дворана Др Хасан Мустафа, Мадинат ас-Садис мин Уктубар Гледалаца: 0 Судије: Гриљо, Ленци |
| 23. јануар 2021. 19:00 | Туми 7 | (17:13)  | Мвумби 5 | Дворана Др Хасан Мустафа, Мадинат ас-Садис мин Уктубар Гледалаца: 0 Судије: Гриљо, Ленци |
| 23. јануар 2021. 19:00 | 4×     | Извештај | 2×       | Дворана Др Хасан Мустафа, Мадинат ас-Садис мин Уктубар Гледалаца: 0 Судије: Гриљо, Ленци |

| 25. јануар 2021. 16:30 | ДР Конго   | 10:0 | Зеленортска Острва | Дворана Др Хасан Мустафа, Мадинат ас-Садис мин Уктубар Гледалаца: 0 |
| 25. јануар 2021. 16:30 | (отказано) |      |                    | Дворана Др Хасан Мустафа, Мадинат ас-Садис мин Уктубар Гледалаца: 0 |
| 25. јануар 2021. 16:30 |            |      |                    | Дворана Др Хасан Мустафа, Мадинат ас-Садис мин Уктубар Гледалаца: 0 |

| 25. јануар 2021. 19:00 | Тунис   | 34:29    | Ангола       | Дворана Др Хасан Мустафа, Мадинат ас-Садис мин Уктубар Гледалаца: 0 Судије: Колахдоузан, Мусавианазхад |
| 25. јануар 2021. 19:00 | Рзиг 12 | (14:13)  | Ебо, Лопез 7 | Дворана Др Хасан Мустафа, Мадинат ас-Садис мин Уктубар Гледалаца: 0 Судије: Колахдоузан, Мусавианазхад |
| 25. јануар 2021. 19:00 | 8× 1×   | Извештај | 3× 1×        | Дворана Др Хасан Мустафа, Мадинат ас-Садис мин Уктубар Гледалаца: 0 Судије: Колахдоузан, Мусавианазхад |

### Група II
|    | Репрезентација | Бод. | Ут. | Поб. | Н. | Пор. | Пос. | При. | ГР  | Пласман               |
| -- | -------------- | ---- | --- | ---- | -- | ---- | ---- | ---- | --- | --------------------- |
| 1. | Аустрија       | 6    | 3   | 3    | 0  | 0    | 105  | 82   | +23 | Утакмица за 25. место |
| 2. | Чиле           | 4    | 3   | 2    | 0  | 1    | 103  | 83   | +20 | Утакмица за 27. место |
| 3. | Мароко         | 2    | 3   | 1    | 0  | 2    | 71   | 89   | -18 | Утакмица за 29. место |
| 4. | Јужна Кореја   | 0    | 3   | 0    | 0  | 3    | 87   | 112  | -25 | Утакмица за 31. место |

| 20. јануар 2021. 16:30 | Чиле          | 44:33    | Јужна Кореја   | Дворана у новом главном граду, Нови главни град Гледалаца: 0 Судије: Белкири, Хамиди |
| 20. јануар 2021. 16:30 | Р. Салинас 12 | (24:17)  | Ким Јин-јунг 8 | Дворана у новом главном граду, Нови главни град Гледалаца: 0 Судије: Белкири, Хамиди |
| 20. јануар 2021. 16:30 | 4× 2×         | Извештај | 5×             | Дворана у новом главном граду, Нови главни град Гледалаца: 0 Судије: Белкири, Хамиди |

| 20. јануар 2021. 19:00 | Аустрија | 36:22    | Мароко  | Дворана у новом главном граду, Нови главни град Гледалаца: 0 Судије: Брунер, Салах |
| 20. јануар 2021. 19:00 | Фримел 9 | (17:14)  | Рејда 7 | Дворана у новом главном граду, Нови главни град Гледалаца: 0 Судије: Брунер, Салах |
| 20. јануар 2021. 19:00 | 5× 2×    | Извештај | 4×      | Дворана у новом главном граду, Нови главни град Гледалаца: 0 Судије: Брунер, Салах |

| 22. јануар 2021. 16:30 | Maroko    | 32:25    | Јужна Кореја    | Дворана у новом главном граду, Нови главни град Гледалаца: 0 Судије: Клевен, Јорум |
| 22. јануар 2021. 16:30 | Fougani 7 | (15:14)  | Kim Jin-young 9 | Дворана у новом главном граду, Нови главни град Гледалаца: 0 Судије: Клевен, Јорум |
| 22. јануар 2021. 16:30 | 5× 2×     | Извештај | 4×              | Дворана у новом главном граду, Нови главни град Гледалаца: 0 Судије: Клевен, Јорум |

| 22. јануар 2021. 19:00 | Аустрија | 33:31    | Чиле          | Дворана у новом главном граду, Нови главни град Гледалаца: 0 Судије: Брунер, Салах |
| 22. јануар 2021. 19:00 | Фримел 8 | (14:15)  | Ер. Фочтман 9 | Дворана у новом главном граду, Нови главни град Гледалаца: 0 Судије: Брунер, Салах |
| 22. јануар 2021. 19:00 | 8× 1×    | Извештај | 7× 1×         | Дворана у новом главном граду, Нови главни град Гледалаца: 0 Судије: Брунер, Салах |

| 24. јануар 2021. 16:30 | Мароко   | 17:28    | Чиле      | Дворана у новом главном граду, Нови главни град Гледалаца: 0 Судије: Павићевић, Ражнатовић |
| 24. јануар 2021. 16:30 | Арчауи 6 | (12:14)  | Салинас 7 | Дворана у новом главном граду, Нови главни град Гледалаца: 0 Судије: Павићевић, Ражнатовић |
| 24. јануар 2021. 16:30 | 6× 2×    | Извештај | 4×        | Дворана у новом главном граду, Нови главни град Гледалаца: 0 Судије: Павићевић, Ражнатовић |

| 24. јануар 2021. 19:00 | Јужна Кореја     | 29:36    | Аустрија   | Дворана у новом главном граду, Нови главни град Гледалаца: 0 Судије: Емам, Хедаја |
| 24. јануар 2021. 19:00 | Јин-јунг, Канг 4 | (14:18)  | Пратшнер 9 | Дворана у новом главном граду, Нови главни град Гледалаца: 0 Судије: Емам, Хедаја |
| 24. јануар 2021. 19:00 | 1×               | Извештај | 3× 2×      | Дворана у новом главном граду, Нови главни град Гледалаца: 0 Судије: Емам, Хедаја |

### Утакмица за 31. место
| 27. јануар 2021. 16:00 | Зеленортска Острва | 0:10 | Јужна Кореја | Дворана Др Хасан Мустафа, Мадинат ас-Садис мин Уктубар Гледалаца: 0 |
| 27. јануар 2021. 16:00 | (отказано)         |      |              | Дворана Др Хасан Мустафа, Мадинат ас-Садис мин Уктубар Гледалаца: 0 |
| 27. јануар 2021. 16:00 |                    |      |              | Дворана Др Хасан Мустафа, Мадинат ас-Садис мин Уктубар Гледалаца: 0 |

### Утакмица за 29. место
| 27. јануар 2021. 18:30 | Ангола         | 29:30                             | Мароко    | Дворана Др Хасан Мустафа, Мадинат ас-Садис мин Уктубар Гледалаца: 0 Судије: Белкири, Хамиди |
| 27. јануар 2021. 18:30 | Фереира, Ебо 6 | (14:13)                           | Резуки 12 | Дворана Др Хасан Мустафа, Мадинат ас-Садис мин Уктубар Гледалаца: 0 Судије: Белкири, Хамиди |
| 27. јануар 2021. 18:30 | 5×             | крај: 27:27, пенали: 2:3 Извештај | 4× 2×     | Дворана Др Хасан Мустафа, Мадинат ас-Садис мин Уктубар Гледалаца: 0 Судије: Белкири, Хамиди |

### Утакмица за 27. место
| 27. јануар 2021. 16:00 | ДР Конго | 30:35    | Чиле            | Дворана у новом главном граду, Нови главни град Гледалаца: 0 Судије: Кричен, Маклуф |
| 27. јануар 2021. 16:00 | Нгандо 8 | (13:18)  | три играча по 6 | Дворана у новом главном граду, Нови главни град Гледалаца: 0 Судије: Кричен, Маклуф |
| 27. јануар 2021. 16:00 | 3×       | Извештај | 1×              | Дворана у новом главном граду, Нови главни град Гледалаца: 0 Судије: Кричен, Маклуф |

### Утакмица за 25. место
| 27. јануар 2021. 18:30 | Тунис   | 37:33    | Аустрија         | Дворана у новом главном граду, Нови главни град Гледалаца: 0 Судије: Гриљо, Ленци |
| 27. јануар 2021. 18:30 | Санај 8 | (19:16)  | Фримел, Вагнер 7 | Дворана у новом главном граду, Нови главни град Гледалаца: 0 Судије: Гриљо, Ленци |
| 27. јануар 2021. 18:30 | 4× 2×   | Извештај | 3×               | Дворана у новом главном граду, Нови главни град Гледалаца: 0 Судије: Гриљо, Ленци |

## Други круг
| Легенда                |
| ---------------------- |
| Пласман у четвртфинале |

### Група I (Нови главни град)
|    | Репрезентација | Бод. | Ут. | Поб. | Н. | Пор. | Пос. | При. | ГР   |
| -- | -------------- | ---- | --- | ---- | -- | ---- | ---- | ---- | ---- |
| 1. | Шпанија        | 9    | 5   | 4    | 1  | 0    | 162  | 134  | +28  |
| 2. | Мађарска       | 8    | 5   | 4    | 0  | 1    | 160  | 131  | +29  |
| 3. | Немачка        | 5    | 5   | 2    | 1  | 2    | 153  | 122  | +31  |
| 4. | Пољска         | 5    | 5   | 2    | 1  | 2    | 138  | 119  | +19  |
| 5. | Бразил         | 3    | 5   | 0    | 1  | 3    | 136  | 139  | -6   |
| 6. | Уругвај        | 0    | 5   | 0    | 0  | 5    | 88   | 192  | -104 |

| 21. јануар 2021. 16:30 | Уругвај  | 16:30    | Пољска   | Дворана у новом главном граду, Нови главни град Гледалаца: 0 Судије: Белкири, Хамиди |
| 21. јануар 2021. 16:30 | Кансио 6 | (9:14)   | Морито 8 | Дворана у новом главном граду, Нови главни град Гледалаца: 0 Судије: Белкири, Хамиди |
| 21. јануар 2021. 16:30 | 1×       | Извештај | 6× 1×    | Дворана у новом главном граду, Нови главни град Гледалаца: 0 Судије: Белкири, Хамиди |

| 21. јануар 2021. 19:00 | Мађарска  | 29:23    | Бразил    | Дворана у новом главном граду, Нови главни град Гледалаца: 0 Судије: Брунер, Салах |
| 21. јануар 2021. 19:00 | Банхиди 5 | (16:11)  | Лангаро 8 | Дворана у новом главном граду, Нови главни град Гледалаца: 0 Судије: Брунер, Салах |
| 21. јануар 2021. 19:00 | 4× 2×     | Извештај | 3×        | Дворана у новом главном граду, Нови главни град Гледалаца: 0 Судије: Брунер, Салах |

| 21. јануар 2021. 21:30 | Шпанија     | 32:28    | Немачка     | Дворана у новом главном граду, Нови главни град Гледалаца: 0 Судије: Губица, Милошевић |
| 21. јануар 2021. 21:30 | Фернандез 6 | (16:13)  | Кастенинг 7 | Дворана у новом главном граду, Нови главни град Гледалаца: 0 Судије: Губица, Милошевић |
| 21. јануар 2021. 21:30 | 3× 1×       | Извештај | 5× 2×       | Дворана у новом главном граду, Нови главни град Гледалаца: 0 Судије: Губица, Милошевић |

| 23. јануар 2021. 16:30 | Уругвај  | 23:38    | Шпанија | Дворана у новом главном граду, Нови главни град Гледалаца: 0 Судије: Емам, Хедаја |
| 23. јануар 2021. 16:30 | Кансио 8 | (12:24)  | Арињо 8 | Дворана у новом главном граду, Нови главни град Гледалаца: 0 Судије: Емам, Хедаја |
| 23. јануар 2021. 16:30 | 3× 1×    | Извештај | 5× 1×   | Дворана у новом главном граду, Нови главни град Гледалаца: 0 Судије: Емам, Хедаја |

| 23. јануар 2021. 19:00 | Пољска  | 26:30    | Мађарска | Дворана у новом главном граду, Нови главни град Гледалаца: 0 Судије: Губица, Милошевић |
| 23. јануар 2021. 19:00 | Сићко 5 | (10:16)  | Лекаи 8  | Дворана у новом главном граду, Нови главни град Гледалаца: 0 Судије: Губица, Милошевић |
| 23. јануар 2021. 19:00 | 3×      | Извештај | 3× 1×    | Дворана у новом главном граду, Нови главни град Гледалаца: 0 Судије: Губица, Милошевић |

| 23. јануар 2021. 21:30 | Немачка | 31:24    | Бразил   | Дворана у новом главном граду, Нови главни град Гледалаца: 0 Судије: Клевен, Јорум |
| 23. јануар 2021. 21:30 | Гола 7  | (16:12)  | Мораеш 6 | Дворана у новом главном граду, Нови главни град Гледалаца: 0 Судије: Клевен, Јорум |
| 23. јануар 2021. 21:30 | 6× 1×   | Извештај | 3× 1×    | Дворана у новом главном граду, Нови главни град Гледалаца: 0 Судије: Клевен, Јорум |

| 25. јануар 2021. 16:30 | Бразил   | 37:17    | Уругвај         | Дворана у новом главном граду, Нови главни град Гледалаца: 0 Судије: Кричен, Маклуф |
| 25. јануар 2021. 16:30 | Лучано 7 | (18:7)   | три играча по 3 | Дворана у новом главном граду, Нови главни град Гледалаца: 0 Судије: Кричен, Маклуф |
| 25. јануар 2021. 16:30 | 2× 1×    | Извештај | 2×              | Дворана у новом главном граду, Нови главни град Гледалаца: 0 Судије: Кричен, Маклуф |

| 25. јануар 2021. 19:00 | Шпанија | 36:28    | Мађарска      | Дворана у новом главном граду, Нови главни град Гледалаца: 0 Судије: Начевски, Николов |
| 25. јануар 2021. 19:00 | Соле 8  | (21:14)  | Балог, Ђери 5 | Дворана у новом главном граду, Нови главни град Гледалаца: 0 Судије: Начевски, Николов |
| 25. јануар 2021. 19:00 | 5× 1×   | Извештај | 4× 1×         | Дворана у новом главном граду, Нови главни град Гледалаца: 0 Судије: Начевски, Николов |

| 25. јануар 2021. 21:30 | Пољска      | 23:23    | Немачка       | Дворана у новом главном граду, Нови главни град Гледалаца: 0 Судије: Павићевић, Ражнатовић |
| 25. јануар 2021. 21:30 | Крајевски 5 | (12:11)  | Шмид, Вебер 4 | Дворана у новом главном граду, Нови главни град Гледалаца: 0 Судије: Павићевић, Ражнатовић |
| 25. јануар 2021. 21:30 | 5× 1×       | Извештај | 4× 1×         | Дворана у новом главном граду, Нови главни град Гледалаца: 0 Судије: Павићевић, Ражнатовић |

### Група II (Каиро)
|    | Репрезентација | Бод. | Ут. | Поб. | Н. | Пор. | Пос. | При. | ГР  |
| -- | -------------- | ---- | --- | ---- | -- | ---- | ---- | ---- | --- |
| 1. | Данска         | 8    | 4   | 4    | 0  | 0    | 131  | 90   | +41 |
| 2. | Катар          | 6    | 5   | 3    | 0  | 2    | 132  | 135  | -3  |
| 3. | Аргентина      | 6    | 5   | 3    | 0  | 2    | 120  | 121  | -1  |
| 4. | Хрватска       | 5    | 5   | 2    | 1  | 2    | 128  | 132  | -4  |
| 5. | Јапан          | 3    | 5   | 1    | 1  | 3    | 138  | 147  | -9  |
| 6. | Бахреин        | 0    | 5   | 0    | 0  | 5    | 107  | 143  | -36 |

| 21. јануар 2021. 16:30 | Јапан    | 24:28    | Аргентина    | Дворански комплекс Каирског стадиона, Каиро Гледалаца: 0 Судије: Колахдузан, Мусавианазхад |
| 21. јануар 2021. 16:30 | Јошино 6 | (13:17)  | Ф. Пизаро 10 | Дворански комплекс Каирског стадиона, Каиро Гледалаца: 0 Судије: Колахдузан, Мусавианазхад |
| 21. јануар 2021. 16:30 | 2×       | Извештај | 2× 3×        | Дворански комплекс Каирског стадиона, Каиро Гледалаца: 0 Судије: Колахдузан, Мусавианазхад |

| 21. јануар 2021. 19:00 | Хрватска | 28:18    | Бахреин           | Дворански комплекс Каирског стадиона, Каиро Гледалаца: 0 Судије: Бонавентура, Бонавентура |
| 21. јануар 2021. 19:00 | Хорват 8 | (13:8)   | Ахмед, ал-Сајад 6 | Дворански комплекс Каирског стадиона, Каиро Гледалаца: 0 Судије: Бонавентура, Бонавентура |
| 21. јануар 2021. 19:00 | 2×       | Извештај | 3× 1×             | Дворански комплекс Каирског стадиона, Каиро Гледалаца: 0 Судије: Бонавентура, Бонавентура |

| 21. јануар 2021. 21:30 | Данска      | 32:23    | Катар    | Дворански комплекс Каирског стадиона, Каиро Гледалаца: 0 Судије: Павићевић, Ражнатовић |
| 21. јануар 2021. 21:30 | М. Хансен 8 | (17:12)  | Марзо 12 | Дворански комплекс Каирског стадиона, Каиро Гледалаца: 0 Судије: Павићевић, Ражнатовић |
| 21. јануар 2021. 21:30 | 4× 2×       | Извештај | 7× 3×    | Дворански комплекс Каирског стадиона, Каиро Гледалаца: 0 Судије: Павићевић, Ражнатовић |

| 23. јануар 2021. 16:30 | Катар    | 28:23    | Бахреин | Дворански комплекс Каирског стадиона, Каиро Гледалаца: 0 Судије: Марин, Гарсија |
| 23. јануар 2021. 16:30 | Капоте 9 | (13:14)  | Ахмед 5 | Дворански комплекс Каирског стадиона, Каиро Гледалаца: 0 Судије: Марин, Гарсија |
| 23. јануар 2021. 16:30 | 2×       | Извештај | 4× 2×   | Дворански комплекс Каирског стадиона, Каиро Гледалаца: 0 Судије: Марин, Гарсија |

| 23. јануар 2021. 19:00 | Аргентина   | 23:19    | Хрватска | Дворански комплекс Каирског стадиона, Каиро Гледалаца: 0 Судије: Павићевић, Ражнатовић |
| 23. јануар 2021. 19:00 | Ф. Пизаро 4 | (12:12)  | Чупић 7  | Дворански комплекс Каирског стадиона, Каиро Гледалаца: 0 Судије: Павићевић, Ражнатовић |
| 23. јануар 2021. 19:00 | 5× 1×       | Извештај | 4× 1×    | Дворански комплекс Каирског стадиона, Каиро Гледалаца: 0 Судије: Павићевић, Ражнатовић |

| 23. јануар 2021. 21:30 | Јапан    | 27:34    | Данска         | Дворански комплекс Каирског стадиона, Каиро Гледалаца: 0 Судије: Начевски, Николов |
| 23. јануар 2021. 21:30 | Агарие 7 | (17:19)  | Е. Јакобсен 12 | Дворански комплекс Каирског стадиона, Каиро Гледалаца: 0 Судије: Начевски, Николов |
| 23. јануар 2021. 21:30 | 5× 1×    | Извештај | 3× 1×          | Дворански комплекс Каирског стадиона, Каиро Гледалаца: 0 Судије: Начевски, Николов |

| 25. јануар 2021. 16:30 | Бахреин | 25:29    | Јапан    | Дворански комплекс Каирског стадиона, Каиро Гледалаца: 0 Судије: Бонавентура, Бонавентура |
| 25. јануар 2021. 16:30 | Ахмед 5 | (12:19)  | Јошино 9 | Дворански комплекс Каирског стадиона, Каиро Гледалаца: 0 Судије: Бонавентура, Бонавентура |
| 25. јануар 2021. 16:30 | 5× 1×   | Извештај | 2×       | Дворански комплекс Каирског стадиона, Каиро Гледалаца: 0 Судије: Бонавентура, Бонавентура |

| 25. јануар 2021. 19:00 | Аргентина   | 25:26    | Катар   | Дворански комплекс Каирског стадиона, Каиро Гледалаца: 0 Судије: Хорачек, Новотњи |
| 25. јануар 2021. 19:00 | Ф. Пизаро 7 | (13:12)  | Марзо 8 | Дворански комплекс Каирског стадиона, Каиро Гледалаца: 0 Судије: Хорачек, Новотњи |
| 25. јануар 2021. 19:00 | 5× 2×       | Извештај | 3× 1×   | Дворански комплекс Каирског стадиона, Каиро Гледалаца: 0 Судије: Хорачек, Новотњи |

| 25. јануар 2021. 21:30 | Данска     | 38:26    | Хрватска | Дворански комплекс Каирског стадиона, Каиро Гледалаца: 0 Судије: Ралуј, Сабросо |
| 25. јануар 2021. 21:30 | Јакобсен 8 | (17:15)  | Марић 6  | Дворански комплекс Каирског стадиона, Каиро Гледалаца: 0 Судије: Ралуј, Сабросо |
| 25. јануар 2021. 21:30 | 3×         | Извештај | 2× 1×    | Дворански комплекс Каирског стадиона, Каиро Гледалаца: 0 Судије: Ралуј, Сабросо |

### Група III (Мадинат ас-Садис мин Уктубар)
|    | Репрезентација | Бод. | Ут. | Поб. | Н. | Пор. | Пос. | При. | ГР  |
| -- | -------------- | ---- | --- | ---- | -- | ---- | ---- | ---- | --- |
| 1. | Француска      | 10   | 5   | 5    | 0  | 0    | 142  | 123  | +19 |
| 2. | Норвешка       | 8    | 5   | 4    | 0  | 1    | 155  | 137  | +18 |
| 3. | Португалија    | 6    | 5   | 3    | 0  | 2    | 135  | 132  | +3  |
| 4. | Швајцарска     | 4    | 5   | 2    | 0  | 3    | 125  | 131  | -6  |
| 5. | Исланд         | 2    | 5   | 1    | 0  | 4    | 139  | 132  | +7  |
| 6. | Алжир          | 0    | 5   | 0    | 0  | 5    | 116  | 157  | -41 |

| 20. јануар 2021. 16:30 | Швајцарска | 20:18    | Исланд       | Дворана Др Хасан Мустафа, Мадинат ас-Садис мин Уктубар Гледалаца: 0 Судије: Шулц, Тонис |
| 20. јануар 2021. 16:30 | Шмид 6     | (10:9)   | Гудмундсон 4 | Дворана Др Хасан Мустафа, Мадинат ас-Садис мин Уктубар Гледалаца: 0 Судије: Шулц, Тонис |
| 20. јануар 2021. 16:30 | 5× 2×      | Извештај | 2×           | Дворана Др Хасан Мустафа, Мадинат ас-Садис мин Уктубар Гледалаца: 0 Судије: Шулц, Тонис |

| 20. јануар 2021. 19:00 | Француска       | 29:26    | Алжир    | Дворана Др Хасан Мустафа, Мадинат ас-Садис мин Уктубар Гледалаца: 0 Судије: Гриљо, Ленци |
| 20. јануар 2021. 19:00 | три играча по 4 | (16:14)  | Беркус 7 | Дворана Др Хасан Мустафа, Мадинат ас-Садис мин Уктубар Гледалаца: 0 Судије: Гриљо, Ленци |
| 20. јануар 2021. 19:00 | 3×              | Извештај | 5× 1×    | Дворана Др Хасан Мустафа, Мадинат ас-Садис мин Уктубар Гледалаца: 0 Судије: Гриљо, Ленци |

| 20. јануар 2021. 21:30 | Португалија        | 28:29    | Норвешка  | Дворана Др Хасан Мустафа, Мадинат ас-Садис мин Уктубар Гледалаца: 0 Судије: Ралуј, Сабросо |
| 20. јануар 2021. 21:30 | Портела, Мартинс 5 | (14:16)  | Сагосен 6 | Дворана Др Хасан Мустафа, Мадинат ас-Садис мин Уктубар Гледалаца: 0 Судије: Ралуј, Сабросо |
| 20. јануар 2021. 21:30 | 7× 3×              | Извештај | 4× 1×     | Дворана Др Хасан Мустафа, Мадинат ас-Садис мин Уктубар Гледалаца: 0 Судије: Ралуј, Сабросо |

| 22. јануар 2021. 16:30 | Швајцарска | 29:33    | Португалија | Дворана Др Хасан Мустафа, Мадинат ас-Садис мин Уктубар Гледалаца: 0 Судије: Марин, Гарсија |
| 22. јануар 2021. 16:30 | Шмид 11    | (15:17)  | Итурица 7   | Дворана Др Хасан Мустафа, Мадинат ас-Садис мин Уктубар Гледалаца: 0 Судије: Марин, Гарсија |
| 22. јануар 2021. 16:30 | 4×         | Извештај | 3× 1×       | Дворана Др Хасан Мустафа, Мадинат ас-Садис мин Уктубар Гледалаца: 0 Судије: Марин, Гарсија |

| 22. јануар 2021. 19:00 | Исланд   | 26:28    | Француска | Дворана Др Хасан Мустафа, Мадинат ас-Садис мин Уктубар Гледалаца: 0 Судије: Ралуј, Сабросо |
| 22. јануар 2021. 19:00 | Елисон 9 | (14:16)  | Мем 7     | Дворана Др Хасан Мустафа, Мадинат ас-Садис мин Уктубар Гледалаца: 0 Судије: Ралуј, Сабросо |
| 22. јануар 2021. 19:00 | 5× 1×    | Извештај | 5×        | Дворана Др Хасан Мустафа, Мадинат ас-Садис мин Уктубар Гледалаца: 0 Судије: Ралуј, Сабросо |

| 22. јануар 2021. 21:30 | Норвешка | 36:23    | Алжир  | Дворана Др Хасан Мустафа, Мадинат ас-Садис мин Уктубар Гледалаца: 0 Судије: Шулц, Тонис |
| 22. јануар 2021. 21:30 | Блонз 7  | (17:11)  | Ајуб 7 | Дворана Др Хасан Мустафа, Мадинат ас-Садис мин Уктубар Гледалаца: 0 Судије: Шулц, Тонис |
| 22. јануар 2021. 21:30 | 3× 2×    | Извештај | 4× 1×  | Дворана Др Хасан Мустафа, Мадинат ас-Садис мин Уктубар Гледалаца: 0 Судије: Шулц, Тонис |

| 24. јануар 2021. 16:30 | Алжир  | 24:27    | Швајцарска | Дворана Др Хасан Мустафа, Мадинат ас-Садис мин Уктубар Гледалаца: 0 Судије: Гриљо, Ленци |
| 24. јануар 2021. 16:30 | Ајуб 6 | (13:15)  | Шмид 9     | Дворана Др Хасан Мустафа, Мадинат ас-Садис мин Уктубар Гледалаца: 0 Судије: Гриљо, Ленци |
| 24. јануар 2021. 16:30 | 4× 1×  | Извештај | 2× 1×      | Дворана Др Хасан Мустафа, Мадинат ас-Садис мин Уктубар Гледалаца: 0 Судије: Гриљо, Ленци |

| 24. јануар 2021. 19:00 | Исланд   | 33:35    | Норвешка  | Дворана Др Хасан Мустафа, Мадинат ас-Садис мин Уктубар Гледалаца: 0 Судије: Начевски, Николов |
| 24. јануар 2021. 19:00 | Елисон 6 | (18:18)  | Сагосен 8 | Дворана Др Хасан Мустафа, Мадинат ас-Садис мин Уктубар Гледалаца: 0 Судије: Начевски, Николов |
| 24. јануар 2021. 19:00 | 8× 2×    | Извештај | 8× 2×     | Дворана Др Хасан Мустафа, Мадинат ас-Садис мин Уктубар Гледалаца: 0 Судије: Начевски, Николов |

| 24. јануар 2021. 21:30 | Португалија | 23:32    | Француска | Дворана Др Хасан Мустафа, Мадинат ас-Садис мин Уктубар Гледалаца: 0 Судије: Губица, Милошевић |
| 24. јануар 2021. 21:30 | Мартинс 6   | (12:16)  | Дескат 8  | Дворана Др Хасан Мустафа, Мадинат ас-Садис мин Уктубар Гледалаца: 0 Судије: Губица, Милошевић |
| 24. јануар 2021. 21:30 | 4× 2×       | Извештај | 2×        | Дворана Др Хасан Мустафа, Мадинат ас-Садис мин Уктубар Гледалаца: 0 Судије: Губица, Милошевић |

### Група IV (Каиро)
|    | Репрезентација     | Бод. | Ут. | Поб. | Н. | Пор. | Пос. | При. | ГР  |
| -- | ------------------ | ---- | --- | ---- | -- | ---- | ---- | ---- | --- |
| 1. | Шведска            | 8    | 5   | 3    | 2  | 0    | 144  | 117  | +27 |
| 2. | Египат             | 7    | 5   | 3    | 1  | 1    | 149  | 117  | +32 |
| 3. | Словенија          | 6    | 5   | 2    | 2  | 1    | 138  | 130  | +8  |
| 4. | Русија             | 5    | 5   | 2    | 1  | 2    | 138  | 139  | -1  |
| 5. | Белорусија         | 4    | 5   | 1    | 2  | 2    | 139  | 148  | -9  |
| 6. | Северна Македонија | 0    | 5   | 0    | 0  | 5    | 106  | 163  | -57 |

| 20. јануар 2021. 16:30 | Северна Македонија | 21:31    | Словенија | Дворански комплекс Каирског стадиона, Каиро Гледалаца: 0 Судије: Гарсија, Марин |
| 20. јануар 2021. 16:30 | Лазаров 5          | (9:13)   | Гајић 7   | Дворански комплекс Каирског стадиона, Каиро Гледалаца: 0 Судије: Гарсија, Марин |
| 20. јануар 2021. 16:30 | 2× 1×              | Извештај | 2× 1×     | Дворански комплекс Каирског стадиона, Каиро Гледалаца: 0 Судије: Гарсија, Марин |

| 20. јануар 2021. 19:00 | Русија      | 23:28    | Египат   | Дворански комплекс Каирског стадиона, Каиро Гледалаца: 0 Судије: Хорачек, Новотњи |
| 20. јануар 2021. 19:00 | Косоротов 8 | (8:15)   | Мамдух 7 | Дворански комплекс Каирског стадиона, Каиро Гледалаца: 0 Судије: Хорачек, Новотњи |
| 20. јануар 2021. 19:00 | 7× 1×       | Извештај | 3×       | Дворански комплекс Каирског стадиона, Каиро Гледалаца: 0 Судије: Хорачек, Новотњи |

| 20. јануар 2021. 21:30 | Шведска | 26:26    | Белорусија          | Дворански комплекс Каирског стадиона, Каиро Гледалаца: 0 Судије: Бонавентура, Бонавентура |
| 20. јануар 2021. 21:30 | Ване 7  | (11:15)  | Јуринок, Вајлупов 6 | Дворански комплекс Каирског стадиона, Каиро Гледалаца: 0 Судије: Бонавентура, Бонавентура |
| 20. јануар 2021. 21:30 | 3×      | Извештај | 4× 1×               | Дворански комплекс Каирског стадиона, Каиро Гледалаца: 0 Судије: Бонавентура, Бонавентура |

| 22. јануар 2021. 16:30 | Северна Македонија | 20:32    | Русија   | Дворански комплекс Каирског стадиона, Каиро Гледалаца: 0 Судије: Бонавентура, Бонавентура |
| 22. јануар 2021. 16:30 | Кузмановски 6      | (9:19)   | Сорока 6 | Дворански комплекс Каирског стадиона, Каиро Гледалаца: 0 Судије: Бонавентура, Бонавентура |
| 22. јануар 2021. 16:30 | 6× 1×              | Извештај | 2× 1×    | Дворански комплекс Каирског стадиона, Каиро Гледалаца: 0 Судије: Бонавентура, Бонавентура |

| 22. јануар 2021. 19:00 | Египат     | 35:26    | Белорусија | Дворански комплекс Каирског стадиона, Каиро Гледалаца: 0 Судије: Начевски, Николов |
| 22. јануар 2021. 19:00 | ал-Ахмар 8 | (21:14)  | Вајлупов 4 | Дворански комплекс Каирског стадиона, Каиро Гледалаца: 0 Судије: Начевски, Николов |
| 22. јануар 2021. 19:00 | 1×         | Извештај | 3× 1×      | Дворански комплекс Каирског стадиона, Каиро Гледалаца: 0 Судије: Начевски, Николов |

| 22. јануар 2021. 21:30 | Словенија | 28:28    | Шведска | Дворански комплекс Каирског стадиона, Каиро Гледалаца: 0 Судије: Новотњи, Хорачек |
| 22. јануар 2021. 21:30 | Гајић 6   | (14:15)  | Ване 7  | Дворански комплекс Каирског стадиона, Каиро Гледалаца: 0 Судије: Новотњи, Хорачек |
| 22. јануар 2021. 21:30 | 5× 1×     | Извештај | 8× 2×   | Дворански комплекс Каирског стадиона, Каиро Гледалаца: 0 Судије: Новотњи, Хорачек |

| 24. јануар 2021. 16:30 | Белорусија | 30:26    | Северна Македонија | Дворански комплекс Каирског стадиона, Каиро Гледалаца: 0 Судије: Колахдузан, Мусавианазхад |
| 24. јануар 2021. 16:30 | Кулеш 7    | (14:14)  | Лазаров 7          | Дворански комплекс Каирског стадиона, Каиро Гледалаца: 0 Судије: Колахдузан, Мусавианазхад |
| 24. јануар 2021. 16:30 | 3× 2×      | Извештај | 1×                 | Дворански комплекс Каирског стадиона, Каиро Гледалаца: 0 Судије: Колахдузан, Мусавианазхад |

| 24. јануар 2021. 19:00 | Словенија | 25:25     | Египат  | Дворански комплекс Каирског стадиона, Каиро Гледалаца: 0 Судије: Шулц, Тонис |
| 24. јануар 2021. 19:00 | Јанц 6    | (12:8)    | Санад 7 | Дворански комплекс Каирског стадиона, Каиро Гледалаца: 0 Судије: Шулц, Тонис |
| 24. јануар 2021. 19:00 | 6× 2×     | Иззвештај | 2×      | Дворански комплекс Каирског стадиона, Каиро Гледалаца: 0 Судије: Шулц, Тонис |

| 24. јануар 2021. 21:30 | Русија  | 20:34    | Шведска | Дворански комплекс Каирског стадиона, Каиро Гледалаца: 0 Судије: Марин, Гарсија |
| 24. јануар 2021. 21:30 | Котов 5 | (8:17)   | Пелас 8 | Дворански комплекс Каирског стадиона, Каиро Гледалаца: 0 Судије: Марин, Гарсија |
| 24. јануар 2021. 21:30 | 5× 1×   | Извештај | 5× 1×   | Дворански комплекс Каирског стадиона, Каиро Гледалаца: 0 Судије: Марин, Гарсија |

## Финални круг
|  | Четвртфинале     | Четвртфинале     |                  |        | Полуфинале  | Полуфинале  |  |  | Финале | Финале |
|  |                  |                  |                  |        |             |             |  |  |        |        |
|  | 27. јануар 2021. |                  |                  |        |             |             |  |  |        |        |
|  |                  |                  |                  |        |             |             |  |  |        |        |
|  | Шпанија          | 31               |                  |        |             |             |  |  |        |        |
|  | Шпанија          | 31               | 29. јануар 2021. |        |             |             |  |  |        |        |
|  | Норвешка         | 26               |                  |        |             |             |  |  |        |        |
|  | Норвешка         | 26               | Шпанија          | 33     |             |             |  |  |        |        |
|  | 27. јануар 2021. |                  | Шпанија          | 33     |             |             |  |  |        |        |
|  |                  | Данска           | 35               |        |             |             |  |  |        |        |
|  | Данска (пен)     | Данска           | 35               | 35 (4) |             |             |  |  |        |        |
|  | Данска (пен)     |                  | 31. јануар 2021. | 35 (4) |             |             |  |  |        |        |
|  | Египат           | 35 (3)           |                  |        |             |             |  |  |        |        |
|  | Египат           | 35 (3)           | Данска           | 26     |             |             |  |  |        |        |
|  | 27. јануар 2021. |                  | Данска           | 26     |             |             |  |  |        |        |
|  |                  | Шведска          | 24               |        |             |             |  |  |        |        |
|  | Француска (прод) | Шведска          | 24               | 35     |             |             |  |  |        |        |
|  | Француска (прод) | 29. јануар 2021. |                  | 35     |             |             |  |  |        |        |
|  | Мађарска         | 32               |                  |        |             |             |  |  |        |        |
|  | Мађарска         | 32               | Француска        | 26     |             |             |  |  |        |        |
|  | 27. јануар 2021. |                  | Француска        | 26     |             |             |  |  |        |        |
|  |                  | Шведска          | 32               |        | Треће место | Треће место |  |  |        |        |
|  | Шведска          | Шведска          | 32               | 35     | Треће место | Треће место |  |  |        |        |
|  | Шведска          |                  | 31. јануар 2021. | 35     |             |             |  |  |        |        |
|  | Катар            | 23               |                  |        |             |             |  |  |        |        |
|  | Катар            | 23               | Шпанија          | 35     |             |             |  |  |        |        |
|  |                  |                  |                  |        |             |             |  |  |        |        |
|  | Француска        | 29               |                  |        |             |             |  |  |        |        |
|  | Француска        | 29               |                  |        |             |             |  |  |        |        |

### Четвртфинале
| 27. јануар 2021. 18:30 | Данска       | 39:38                                             | Египат  | Дворански комплекс Каирског стадиона, Каиро Гледалаца: 0 Судије: Губица, Милошевић |
| 27. јануар 2021. 18:30 | М. Хансен 10 | (16:13)                                           | Омар 11 | Дворански комплекс Каирског стадиона, Каиро Гледалаца: 0 Судије: Губица, Милошевић |
| 27. јануар 2021. 18:30 | 3× 1×        | крај: 28:28, продужеци: 7:7, пенали: 4:3 Извештај | 5×      | Дворански комплекс Каирског стадиона, Каиро Гледалаца: 0 Судије: Губица, Милошевић |

| 27. јануар 2021. 21:30 | Шведска        | 35:23    | Катар   | Дворански комплекс Каирског стадиона, Каиро Гледалаца: 0 Судије: Бонавентура, Бонавентура |
| 27. јануар 2021. 21:30 | Хринц, Пелас 8 | (14:10)  | Марзо 5 | Дворански комплекс Каирског стадиона, Каиро Гледалаца: 0 Судије: Бонавентура, Бонавентура |
| 27. јануар 2021. 21:30 | 3×             | Извештај | 3×      | Дворански комплекс Каирског стадиона, Каиро Гледалаца: 0 Судије: Бонавентура, Бонавентура |

| 27. јануар 2021. 21:30 | Шпанија         | 31:26    | Норвешка | Дворана у новом главном граду, Нови главни град Гледалаца: 0 Судије: Начевски, Николов |
| 27. јануар 2021. 21:30 | А. Дујшебајев 8 | (21:15)  | Јондал 6 | Дворана у новом главном граду, Нови главни град Гледалаца: 0 Судије: Начевски, Николов |
| 27. јануар 2021. 21:30 | 3× 1×           | Извештај | 3× 1×    | Дворана у новом главном граду, Нови главни град Гледалаца: 0 Судије: Начевски, Николов |

| 27. јануар 2021. 21:30 | Француска | 35:32                                | Мађарска  | Дворана у Бурџ ал-Арабу, Бурџ ал-Араб Гледалаца: 0 Судије: Гарсија, Марин |
| 27. јануар 2021. 21:30 | Гигу 6    | (12:14)                              | Банхиди 6 | Дворана у Бурџ ал-Арабу, Бурџ ал-Араб Гледалаца: 0 Судије: Гарсија, Марин |
| 27. јануар 2021. 21:30 | 4× 2×     | крај: 30:30, продужеци: 5:2 Извештај | 3× 2×     | Дворана у Бурџ ал-Арабу, Бурџ ал-Араб Гледалаца: 0 Судије: Гарсија, Марин |

### Полуфинале
| 29. јануар 2021. 18:30 | Француска | 26:32    | Шведска | Дворански комплекс Каирског стадиона, Каиро Гледалаца: 0 Судије: Шулц, Тонис |
| 29. јануар 2021. 18:30 | Дескат 5  | (13:16)  | Ване 11 | Дворански комплекс Каирског стадиона, Каиро Гледалаца: 0 Судије: Шулц, Тонис |
| 29. јануар 2021. 18:30 | 4×        | Извештај | 4× 2×   | Дворански комплекс Каирског стадиона, Каиро Гледалаца: 0 Судије: Шулц, Тонис |

| 29. јануар 2021. 21:30 | Шпанија         | 33:35    | Данска       | Дворански комплекс Каирског стадиона, Каиро Гледалаца: 0 Судије: Хорачек, Новотњи |
| 29. јануар 2021. 21:30 | Д. Дујшебајев 7 | (16:18)  | М. Хансен 12 | Дворански комплекс Каирског стадиона, Каиро Гледалаца: 0 Судије: Хорачек, Новотњи |
| 29. јануар 2021. 21:30 | 3× 1×           | Извештај | 3× 2×        | Дворански комплекс Каирског стадиона, Каиро Гледалаца: 0 Судије: Хорачек, Новотњи |

### Утакмица за 3. место
| 31. јануар 2021. 15:30 | Шпанија         | 35:29    | Француска | Дворански комплекс Каирског стадиона, Каиро Гледалаца: 0 Судије: Губица, Милошевић |
| 31. јануар 2021. 15:30 | А. Дујшебајев 8 | (16:13)  | Дескат 7  | Дворански комплекс Каирског стадиона, Каиро Гледалаца: 0 Судије: Губица, Милошевић |
| 31. јануар 2021. 15:30 | 1×              | Извештај | 1× 2×     | Дворански комплекс Каирског стадиона, Каиро Гледалаца: 0 Судије: Губица, Милошевић |

### Финале
| 31. јануар 2021. 18:30 | Данска      | 26:24    | Шведска | Дворански комплекс Каирског стадиона, Каиро Гледалаца: 0 Судије: Ралуј, Сабросо |
| 31. јануар 2021. 18:30 | М. Хансен 7 | (13:13)  | Ване 5  | Дворански комплекс Каирског стадиона, Каиро Гледалаца: 0 Судије: Ралуј, Сабросо |
| 31. јануар 2021. 18:30 | 4×          | Извештај | 3× 2×   | Дворански комплекс Каирског стадиона, Каиро Гледалаца: 0 Судије: Ралуј, Сабросо |

| 2° место Шведска | Победник Светског првенства у рукомету 2019. Данска 2° титула | 3° место Шпанија |

## Коначни пласман
| Пласман | Репрезентација         |
| ------- | ---------------------- |
|         | Данска                 |
| 2       | Шведска                |
| 3       | Шпанија                |
| 4       | Француска              |
| 5       | Мађарска               |
| 6       | Норвешка               |
| 7       | Египат                 |
| 8       | Катар                  |
| 9       | Словенија              |
| 10      | Португалија            |
| 11      | Аргентина              |
| 12      | Немачка                |
| 13      | Пољска                 |
| 14      | Рукометни савез Русије |
| 15      | Хрватска               |
| 16      | Швајцарска             |
| 17      | Белорусија             |
| 18      | Бразил                 |
| 19      | Јапан                  |
| 20      | Исланд                 |
| 21      | Бахреин                |
| 22      | Алжир                  |
| 23      | Северна Македонија     |
| 24      | Уругвај                |
| 25      | Тунис                  |
| 26      | Аустрија               |
| 27      | Чиле                   |
| 28      | ДР Конго               |
| 29      | Мароко                 |
| 30      | Ангола                 |
| 31      | Јужна Кореја           |
| 32      | Зеленортска Острва     |

|  | Квалификован на Светско првенство 2023. године |

## Награде

### Најбољи тим
Најбољи тим Светског првенства 2021. је: 
- Голман:  Андреас Паличка
- Лево крило:  Хампус Ване
- Леви бек:  Микел Хансен
- Пивот:  Лудовик Фабрегас
- Средњи бек:  Јим Готфридсон
- Десни бек:  Матијас Гидсел
- Десно крило:  Феран Соле